# Leucate
Cet article possède un paronyme, voir Leucade.
Leucate (en occitan : Leucata) est une commune française, située dans le Sud-Est du département de l'Aude en région Occitanie.
Sur le plan historique et culturel, la commune fait partie du Narbonnais, un pays comprenant Narbonne et sa périphérie, le massif de la Clape et la bande lagunaire des étangs. Exposée à un climat méditerranéen, elle est drainée par le Rieu, le ruisseau de l'Aréna et par deux autres cours d'eau. Incluse dans le parc naturel régional de la Narbonnaise en Méditerranée, la commune possède un patrimoine naturel remarquable : cinq sites Natura 2000 (le « plateau de Leucate », le « complexe lagunaire de Salses-Leucate », le « complexe lagunaire de Salses », le « complexe lagunaire de Lapalme » et l'« étang de Lapalme »), sept espaces protégés (« la Caramoun », « le Mouret », « Les Coussoules », le « Plateau de la Franqui », les « rives de Fitou », l'étang de Salses-Leucate et les « étangs littoraux de la Narbonnaise ») et dix-sept zones naturelles d'intérêt écologique, faunistique et floristique.
Leucate est une commune rurale et littorale qui compte 4 531 habitants en 2022, après avoir connu une forte hausse de la population depuis 1975. Elle appartient à l'unité urbaine de Saint-Laurent-de-la-Salanque. Ses habitants sont appelés les Leucatois ou Leucatoises.

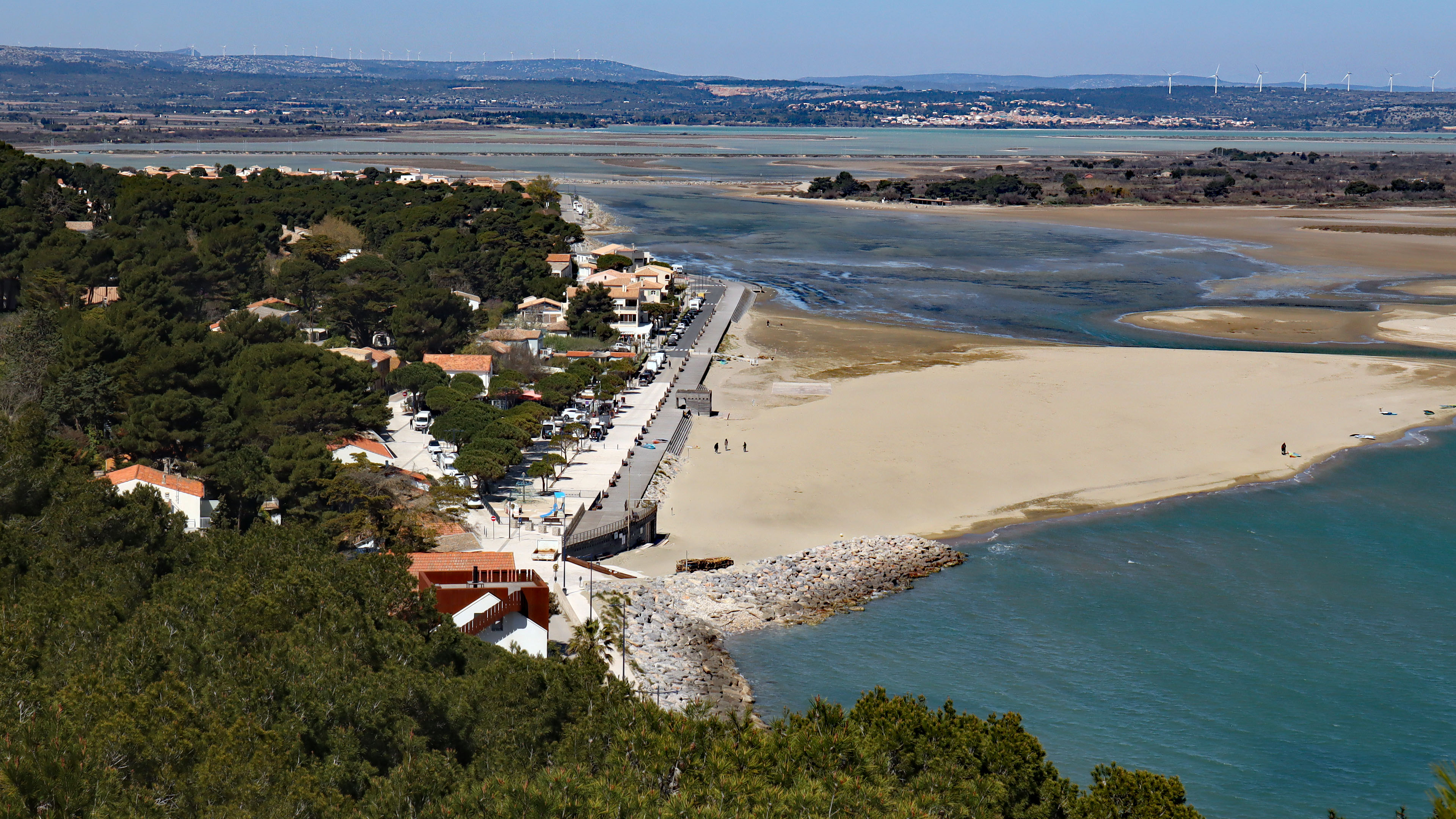
La Franqui.

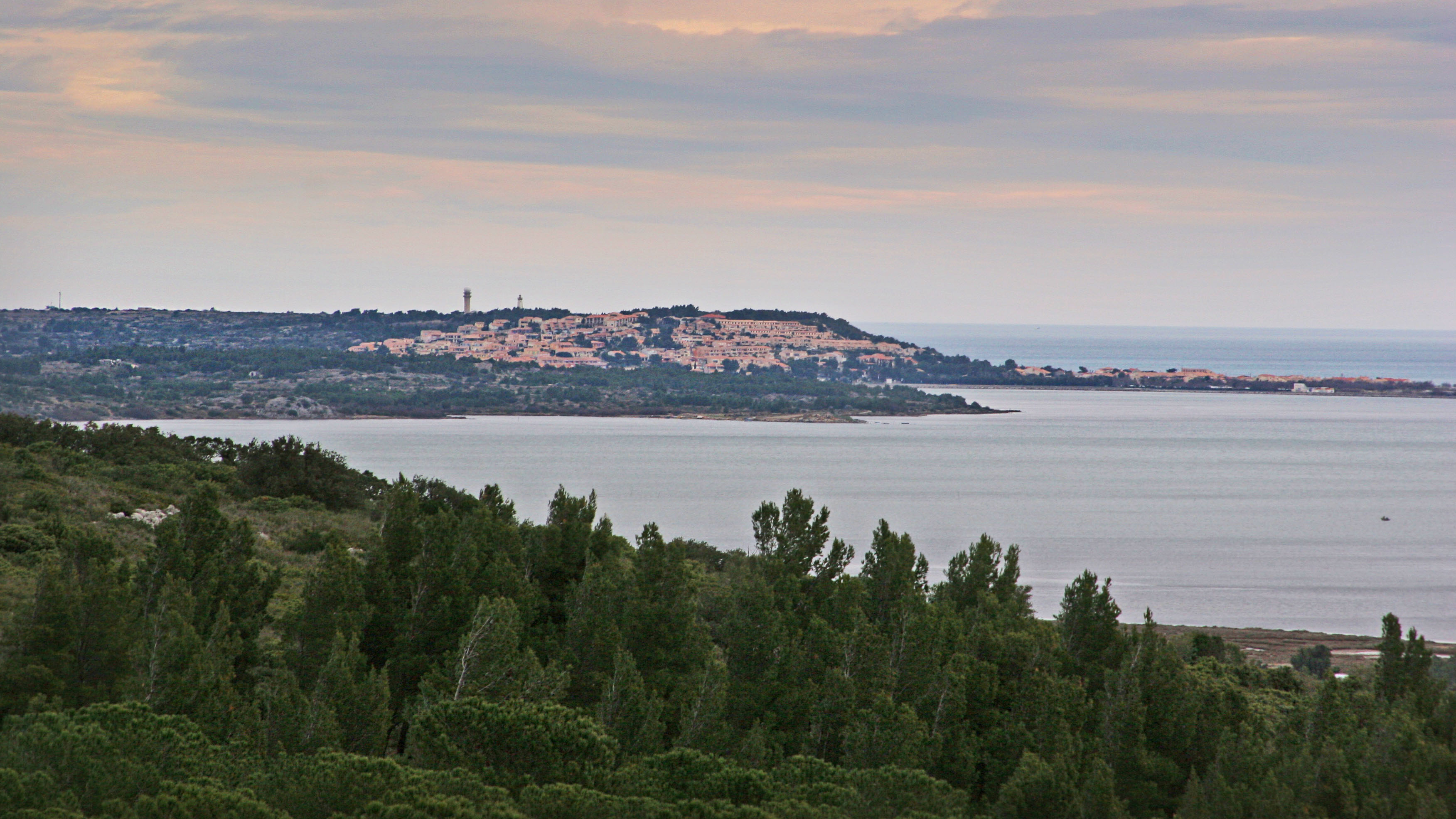
Leucate Plage.

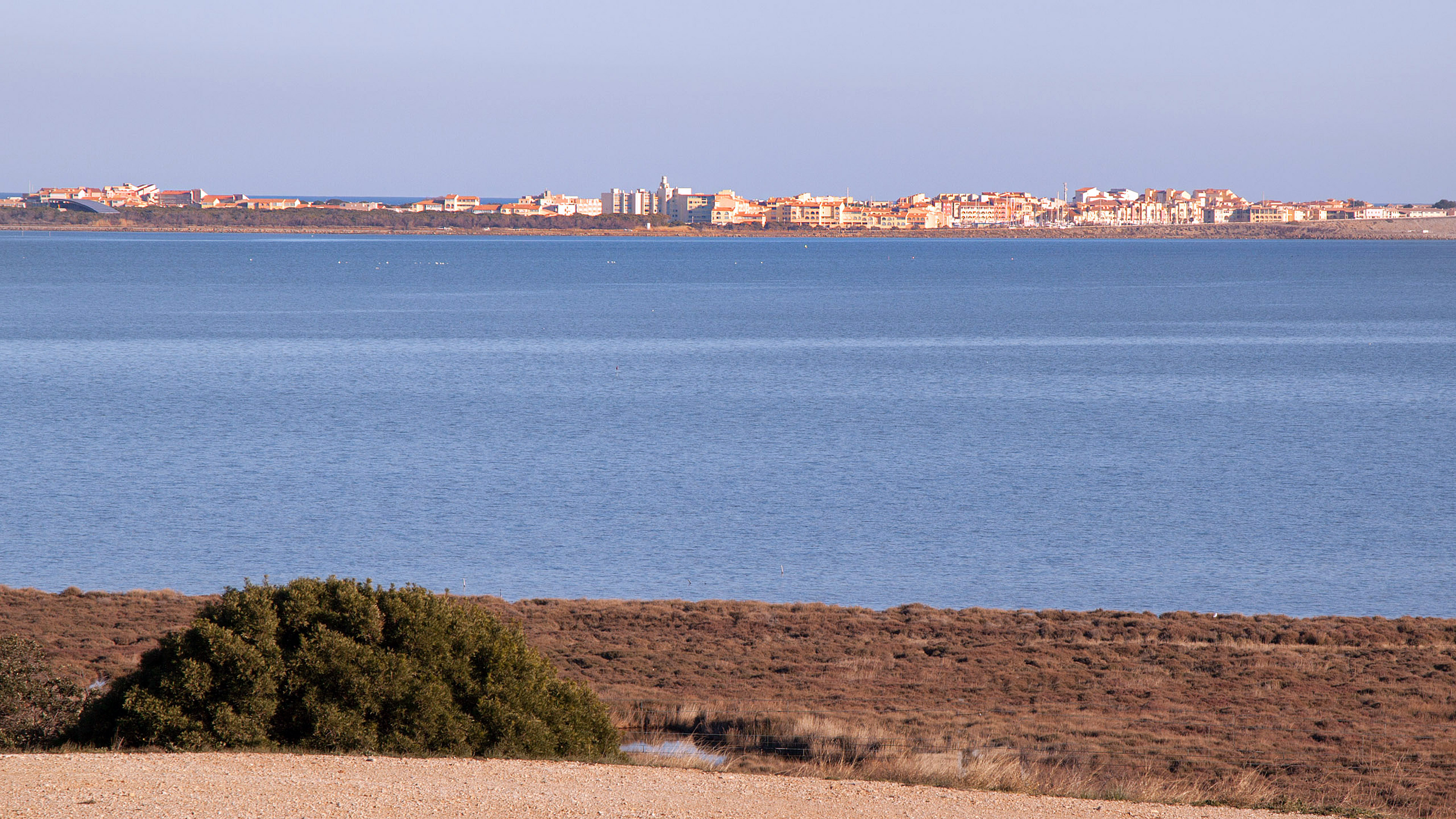
Port Leucate.

Le patrimoine architectural de la commune comprend quatre  immeubles protégés au titre des monuments historiques : la grotte des Fées, classée en 1924, la redoute de la Franqui, inscrite en 1967, le fort de Leucate, inscrit en 2006, et le village de vacances « Les Carrats », inscrit en 2014.

## Géographie

### Localisation
Leucate est une station balnéaire du golfe du Lion située dans les Corbières et plus précisément dans les Corbières maritimes sur le littoral audois à mi-chemin entre Narbonne et Perpignan. Elle est limitrophe du département des Pyrénées-Orientales.

### Communes limitrophes
Au sud, le point d'intersection avec les communes de Salses-le-Château et du Barcarès est un quinquepoint, appartenant aussi aux communes de Saint-Hippolyte et de Saint-Laurent-de-la-Salanque, qui sont dans les Pyrénées-Orientales.
Les communes limitrophes sont Caves, Fitou, La Palme, Le Barcarès, Salses-le-Château, Saint-Hippolyte, Saint-Laurent-de-la-Salanque et Port-la-Nouvelle.
| Caves                                   | La Palme                          |                  |
| Fitou                                   | Leucate                           | Mer Méditerranée |
| Salses-le-Château (Pyrénées-Orientales) | Le Barcarès (Pyrénées-Orientales) |                  |

### Géologie et relief

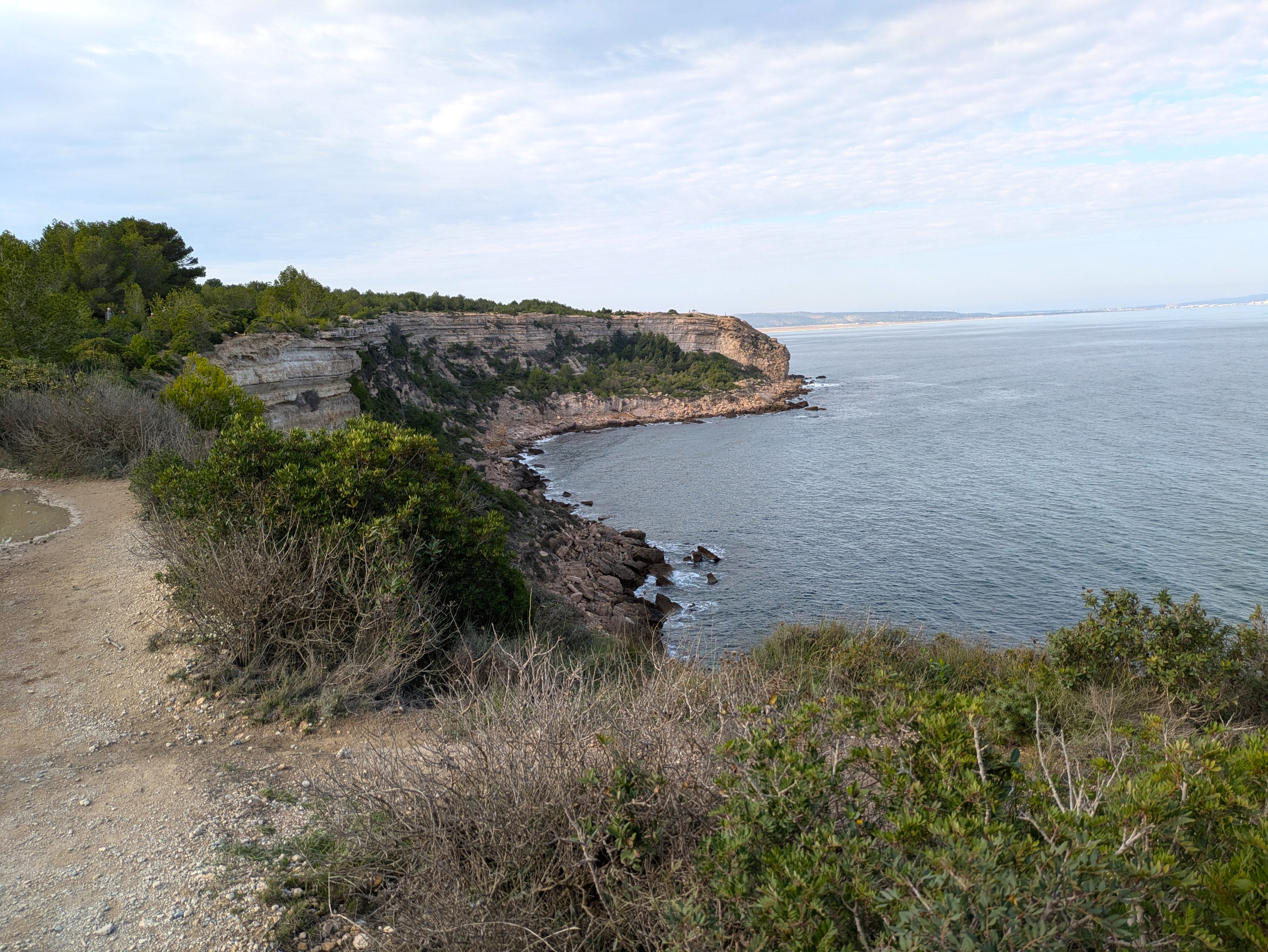
Calcaires lacustres, Cap des Frères, Leucate commune.

Le Cap Leucate est la pointe orientale des Corbières maritimes. La presqu’île de Leucate, qui est en réalité une ancienne île quaternaire (nommée Île de Leucate) est en grande partie formée par des calcaires lacustres du pliocène moyen. Cette ancienne île s'étend sur près de 17 km de plages et 7 000 hectares de lac marin.

### Hydrographie
La commune est dans la région hydrographique « Côtiers méditerranéens », au sein du bassin hydrographique Rhône-Méditerranée-Corse. Elle est drainée par le Rieu, le ruisseau de l'Arène, Grau de Leucate et le ruisseau des Estacades, qui constituent un réseau hydrographique de 4 km de longueur totale,.
Le Rieu, d'une longueur totale de 17,3 km, prend sa source sur le territoire communal et s'écoule d'ouest en est. Il traverse la commune et se jette dans l'étang de La Palme sur le territoire communal, après avoir traversé 4 communes.

### Climat
Pour des articles plus généraux, voir Climat de l'Occitanie et Climat de l'Aude.
En 2010, le climat de la commune est de type climat méditerranéen franc, selon une étude s'appuyant sur une série de données couvrant la période 1971-2000. En 2020, Météo-France publie une typologie des climats de la France métropolitaine dans laquelle la commune est exposée à un climat méditerranéen et est dans la région climatique Provence, Languedoc-Roussillon, caractérisée par une pluviométrie faible en été, un très bon ensoleillement (2 600 h/an), un été chaud (21,5 °C), un air très sec en été, sec en toutes saisons, des vents forts (fréquence de 40 à 50 % de vents > 5 m/s) et peu de brouillards.
Pour la période 1971-2000, la température annuelle moyenne est de 15,2 °C, avec  une amplitude thermique annuelle de 15,3 °C. Le cumul annuel moyen de précipitations est de 624 mm, avec 5,1 jours de précipitations en janvier et 2,6 jours en juillet. Pour la période 1991-2020 la température moyenne annuelle observée sur la station météorologique la plus proche, située sur la commune de Fitou à 4 km à vol d'oiseau, est de 17,3 °C et le cumul annuel moyen de précipitations est de 558,8 mm,. Pour l'avenir, les paramètres climatiques de la commune estimés pour 2050 selon différents scénarios d’émission de gaz à effet de serre sont consultables sur un site dédié publié par Météo-France en novembre 2022.

### Milieux naturels et biodiversité

#### Espaces protégés
La protection réglementaire est le mode d’intervention le plus fort pour préserver des espaces naturels remarquables et leur biodiversité associée,.
La commune fait partie du parc naturel régional de la Narbonnaise en Méditerranée, créé en 2003 et d'une superficie de 68 350 ha, qui s'étend sur 21 communes du département. Composé de la majeure partie des milieux lagunaires du littoral audois et de ses massifs environnants, ce territoire représente en France l’un des rares et derniers grands sites naturels préservés, de cette ampleur et de cette diversité en bordure de Méditerranée (Golfe du Lion).
Sept autres espaces protégés sont présents sur la commune : 
- « la Caramoun », un terrain acquis par le Conservatoire du Littoral, d'une superficie de 11 ha[19],[20] ;
- « le Mouret », un terrain acquis par le Conservatoire du Littoral, d'une superficie de 0,7 ha[21],[22] ;
- « Les Coussoules », un terrain acquis par le Conservatoire du Littoral, d'une superficie de 29,4 ha[23],[24] ;
- le « Plateau de la Franqui », un terrain acquis par le Conservatoire du Littoral, d'une superficie de 38,5 ha[25],[26] ;
- les « rives de Fitou », un terrain acquis par le Conservatoire du Littoral, d'une superficie de 17,8 ha[27],[28] ;
- l'étang de Salses-Leucate, une zone humide protégée par la convention de Ramsar, d'une superficie de 7 628,1 ha[29] ;
- les « étangs littoraux de la Narbonnaise », une zone humide protégée par la convention de Ramsar, d'une superficie de 12 376,7 ha[30].

#### Réseau Natura 2000

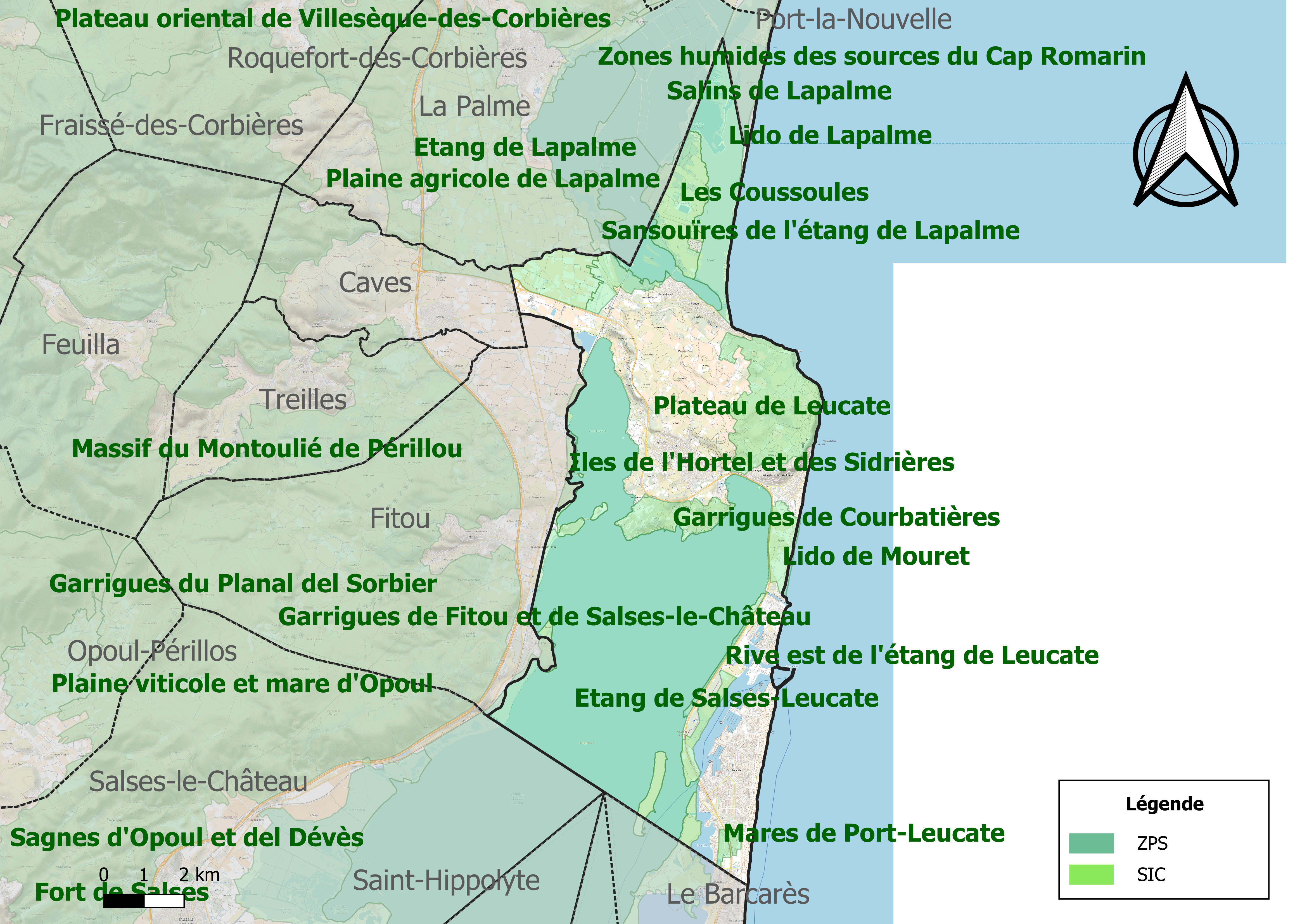
Sites Natura 2000 sur le territoire communal.

Le réseau Natura 2000 est un réseau écologique européen de sites naturels d'intérêt écologique élaboré à partir des directives habitats et oiseaux, constitué de zones spéciales de conservation (ZSC) et de zones de protection spéciale (ZPS). Deux sites Natura 2000 ont été définis sur la commune au titre de la directive habitats :
- le « complexe lagunaire de Salses », d'une superficie de 7 818 ha, une zone littorale associant des milieux dunaires caractéristiques du littoral roussillonnais et des milieux humides littoraux. Elle comporte plusieurs bassins différemment alimentés en eau ce qui favorise l'installation de formations végétales très variées, tant aquatiques, herbiers de Zostère naine, tapis de charas, que palustres, sansouires, roselières, scirpes, jonçaies[33] ;
- le « complexe lagunaire de Lapalme », d'une superficie de 1 856 ha, la lagune de référence selon les critères de l'état écologique de la Directive-cadre sur l'eau. On trouve des formations très riches en Limonium (steppes salées-habitat prioritaire) et des herbiers de Zostères (Zostera noltii) en mélanges avec des Ruppia (Ruppia cirrhosa)[34] ;

et quatre au titre de la directive oiseaux : 
- le « plateau de Leucate », d'une superficie de 303 ha. Par ailleurs, au titre de la directive habitats, c'est l'un des rares éperons rocheux (calcaire) entre la côte des Albères (schistes) et la massif de l'Estaque (calcaire) en Provence. Il se présente comme un plateau dénudé avec des pelouses très riches et des garrigues à romarin et un ensemble de falaises avec une végétation typique dont une espèce de Limonium endémique qui atteint sa limite d'aire vers le nord[35] ;
- le « complexe lagunaire de Salses-Leucate », d'une superficie de 7 701 ha, comprenant un ensemble de zones humides périphériques plus ou moins salées (sansouires, roselières) et plusieurs îlots suffisamment isolés et quelques espaces dunaires qui constituent des espaces de grand intérêt pour la nidification de diverses espèces de grand intérêt patrimonial (Butor étoilé, Sterne naine...)[36] ;
- l'« étang de Lapalme », d'une superficie de 3 904 ha, comprenant des formations plus ou moins salées en périphérie de la lagune qui présentent un intérêt majeur pour la nidification. En fonction du degré de salinité, et donc de la végétation, les espèces d'oiseaux se répartissent le territoire[37] ;

#### Zones naturelles d'intérêt écologique, faunistique et floristique
L’inventaire des zones naturelles d'intérêt écologique, faunistique et floristique (ZNIEFF) a pour objectif de réaliser une couverture des zones les plus intéressantes sur le plan écologique, essentiellement dans la perspective d’améliorer la connaissance du patrimoine naturel national et de fournir aux différents décideurs un outil d’aide à la prise en compte de l’environnement dans l’aménagement du territoire. Quatorze ZNIEFF de type 1 sont recensées sur la commune :
- l'« étang de Lapalme » (508 ha), couvrant 2 communes du département[39] ;
- l'« étang de Salses-Leucate » (4 964 ha), couvrant 6 communes dont 2 dans l'Aude et 4 dans les Pyrénées-Orientales[40] ;
- les « garrigues de Courbatières » (106 ha)[41] ;
- les « îles de l'Hortel et des Sidrières » (67 ha), couvrant 2 communes du département[42] ;
- « la Corrège et les Dosses » (227 ha), couvrant 3 communes dont 1 dans l'Aude et 2 dans les Pyrénées-Orientales[43] ;
- « les Coussoules » (185 ha), couvrant 2 communes du département[44] ;
- le « lido de Lapalme » (593 ha), couvrant 2 communes du département[45] ;
- le « lido de Mouret » (67 ha)[46] ;
- les « mares de Port-Leucate » (19 ha)[47] ;
- la « plaine agricole de Lapalme » (1 037 ha), couvrant 3 communes du département[48] ;
- le « plateau de Leucate » (305 ha)[49] ;
- la « rive est de l'étang de Leucate » (14 ha)[50] ;
- les « salins de Lapalme » (432 ha), couvrant 3 communes du département[51] ;
- les « sansouïres de l'étang de Lapalme » (131 ha), couvrant 2 communes du département[52] ;

et trois ZNIEFF de type 2, : 
- le « complexe lagunaire de Lapalme » (1 926 ha), couvrant 3 communes du département[53] ;
- le « complexe lagunaire de Salses- Leucate » (7 769 ha), couvrant 6 communes dont 2 dans l'Aude et 4 dans les Pyrénées-Orientales[54] ;
- le « plateau de Leucate » (1 044 ha)[55].

Carte des ZNIEFF de type 1 et 2 à Leucate.
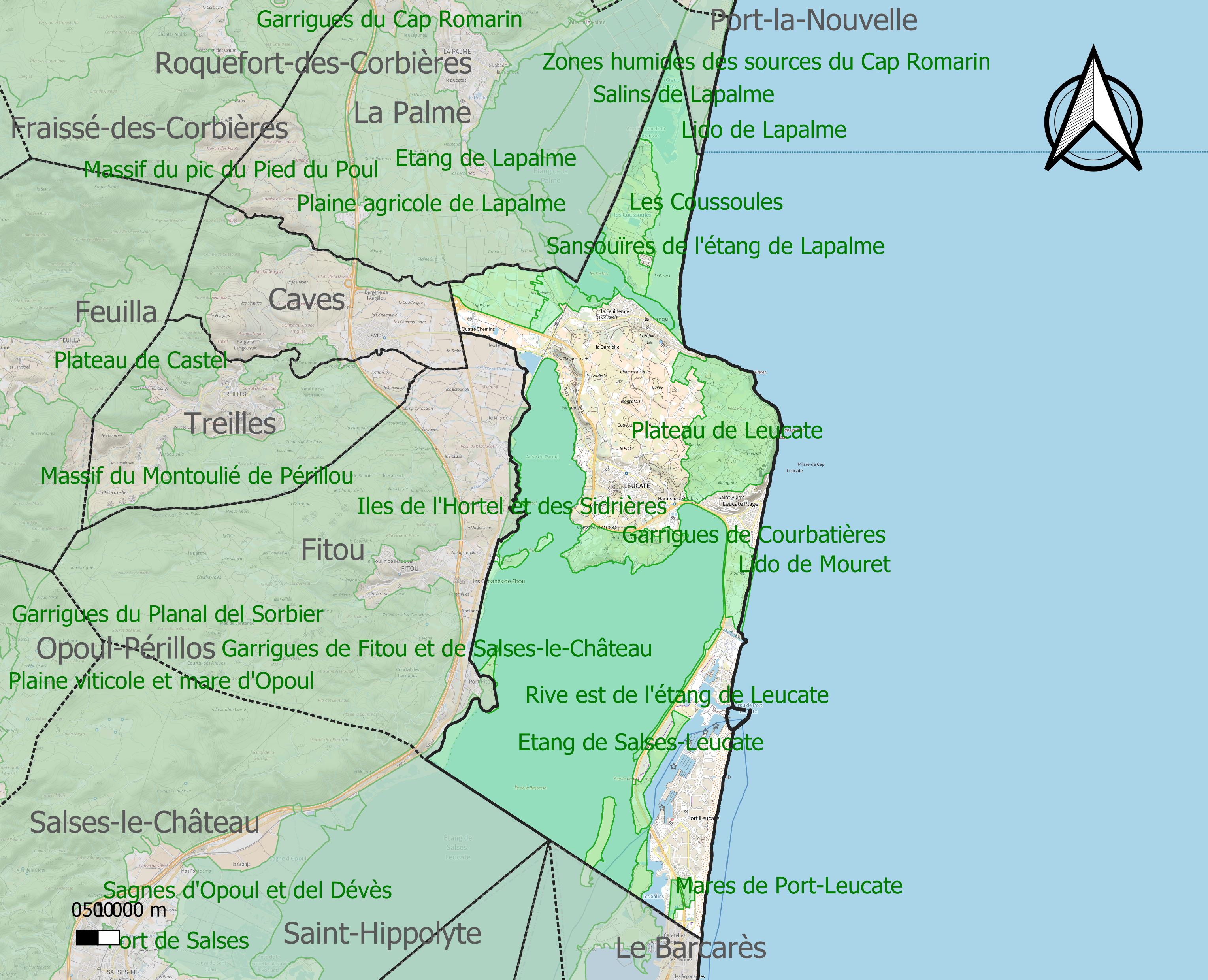
Carte des ZNIEFF de type 1 sur la commune.
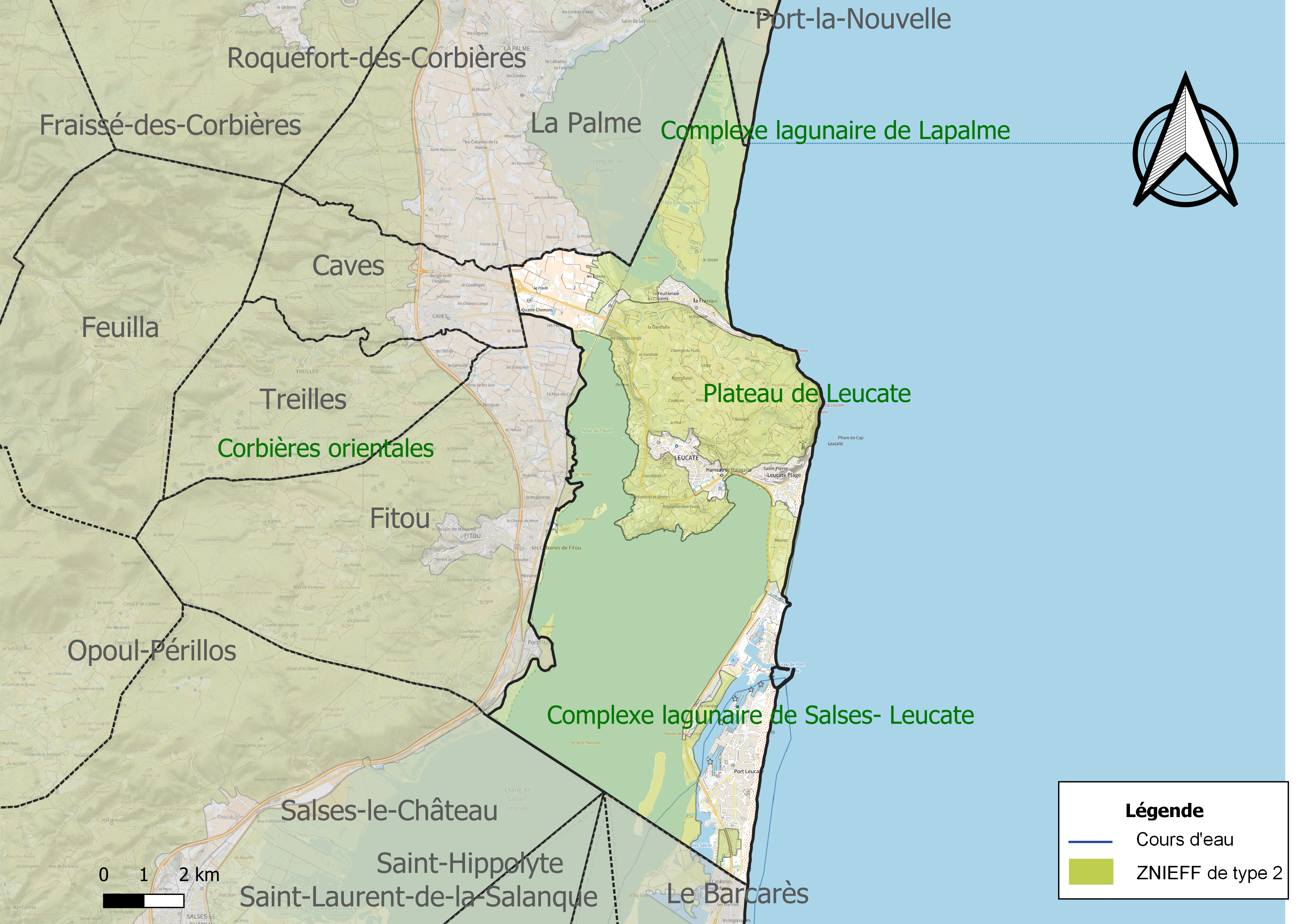
Carte des ZNIEFF de type 2 sur la commune.

## Urbanisme

### Typologie
Au 1er janvier 2024, Leucate est catégorisée bourg rural, selon la nouvelle grille communale de densité à 7 niveaux définie par l'Insee en 2022.
Elle appartient à l'unité urbaine de Saint-Laurent-de-la-Salanque, une agglomération inter-départementale dont elle est une commune de la banlieue,. La commune est en outre hors attraction des villes,.
La commune, bordée par la mer Méditerranée, est également une commune littorale au sens de la loi du 3 janvier 1986, dite loi littoral. Des dispositions spécifiques d’urbanisme s’y appliquent dès lors afin de préserver les espaces naturels, les sites, les paysages et l’équilibre écologique du littoral, tel le principe d'inconstructibilité, en dehors des espaces urbanisés, sur la bande littorale des 100 mètres, ou plus si le plan local d’urbanisme le prévoit.

### Occupation des sols

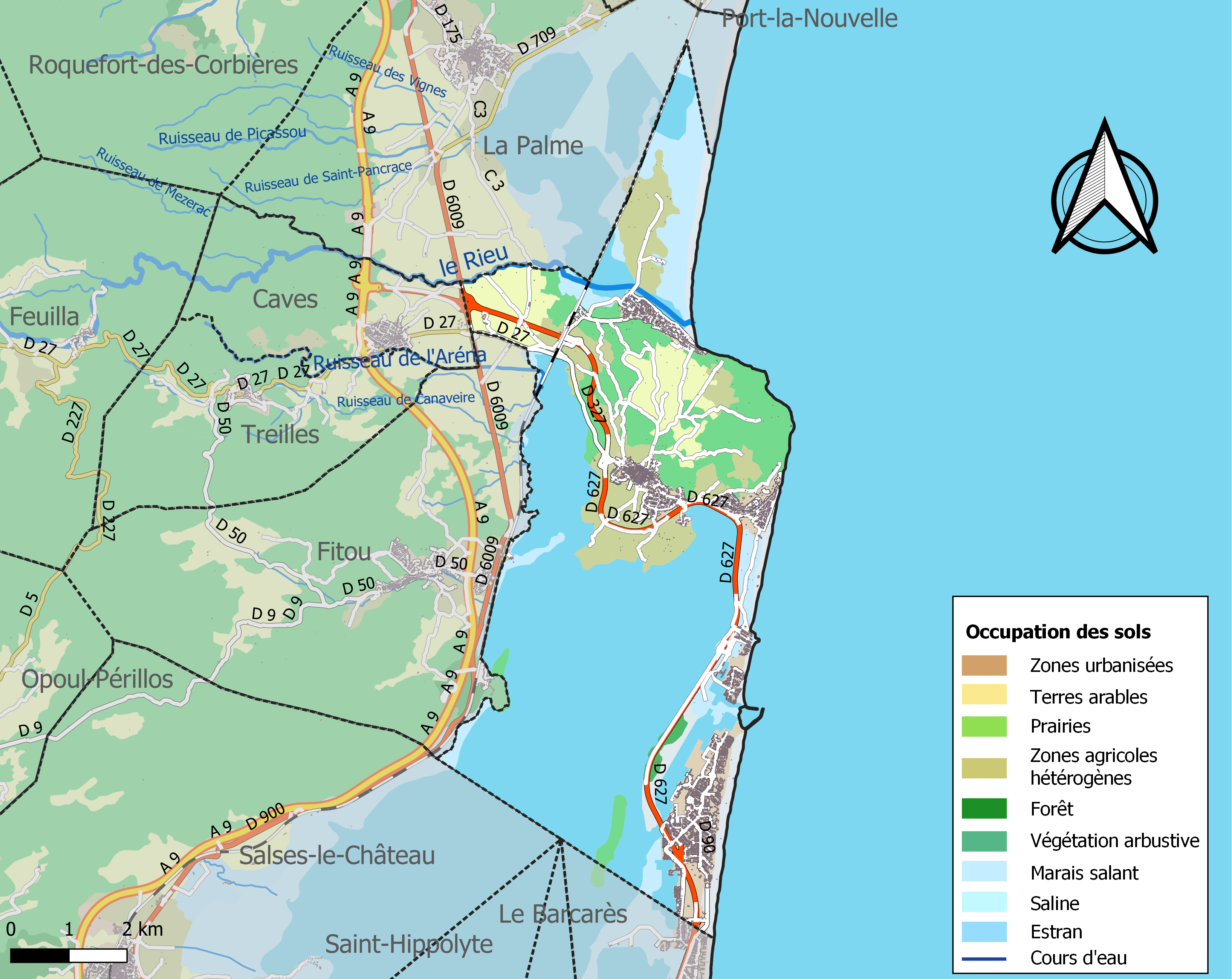
Carte des infrastructures et de l'occupation des sols de la commune en 2018 (CLC).

L'occupation des sols de la commune, telle qu'elle ressort de la base de données européenne d’occupation biophysique des sols Corine Land Cover (CLC), est marquée par l'importance des territoires agricoles (18,5 % en 2018), une proportion sensiblement équivalente à celle de 1990 (18,9 %). La répartition détaillée en 2018 est la suivante : eaux maritimes (47,2 %), milieux à végétation arbustive et/ou herbacée (11,7 %), zones agricoles hétérogènes (11,3 %), zones humides côtières (8,9 %), cultures permanentes (7,1 %), zones urbanisées (6,9 %), espaces ouverts, sans ou avec peu de végétation (3,7 %), espaces verts artificialisés, non agricoles (1,4 %), zones industrielles ou commerciales et réseaux de communication (1,2 %), forêts (0,6 %). L'évolution de l’occupation des sols de la commune et de ses infrastructures peut être observée sur les différentes représentations cartographiques du territoire : la carte de Cassini (XVIIIe siècle), la carte d'état-major (1820-1866) et les cartes ou photos aériennes de l'IGN pour la période actuelle (1950 à aujourd'hui).

### Morphologie urbaine
La commune s'étire sur cinq pôles touristiques, du nord au sud :
- La Franqui,
- Leucate village,
- Leucate plage,
- Le village naturiste sur l'île de la Corrège,
- Port-Leucate. La création de Port-Leucate résulte du projet d'aménagement du littoral languedocien, conduit par la Mission interministérielle d'aménagement touristique du littoral du Languedoc-Roussillon. Port Leucate faisait partie de la nouvelle unité touristique Leucate -  Barcarès (aussi dénommée unité touristique Port Leucate –Port Barcarès) construite dans le cadre de la mission Racine et dont l’architecte en chef fut Georges Candilis[63].

### Logement
Leucate comprend en 2009 15 547 logements, parmi lesquels 13,5 % sont des résidences principales, 85,8 % sont des résidences secondaires et 0,8 % sont vacants. 68,5 % des ménages sont propriétaires de leur logement.
En 2014, l'offre d'hébergement touristique se compose de  quatre hôtels, deux résidences hôtelières, six campings et trois villages de vacances. Le village naturiste comprend en plus huit résidences et un camping.

### Voies de communication et transports
- Gare de Leucate-La Franqui
- Port Leucate

La commune est desservie par les lignes 15 et 16 des Autobus de Narbonne
La ligne 10 du réseau Sankéo de Perpignan Méditerranée Métropole dessert Le Barcarès mais passe aussi à Leucate par l'arrêt Thalassa (qui correspond à l'arrêt Cinéma de la ligne 15).

### Risques majeurs
Le territoire de la commune de Leucate est vulnérable à différents aléas naturels : météorologiques (tempête, orage, neige, grand froid, canicule ou sécheresse), inondations, feux de forêts, mouvements de terrains et séisme (sismicité faible). Il est également exposé à un risque technologique,  le transport de matières dangereuses. Un site publié par le BRGM permet d'évaluer simplement et rapidement les risques d'un bien localisé soit par son adresse soit par le numéro de sa parcelle.

#### Risques naturels
Certaines parties du territoire communal sont susceptibles d’être affectées par le risque d’inondation par submersion marine, notamment le Rieu et La commune a été reconnue en état de catastrophe naturelle au titre des dommages causés par les inondations et coulées de boue survenues en 1982, 1986, 1992, 1993, 1994, 1996, 1999, 2009 et 2019,.

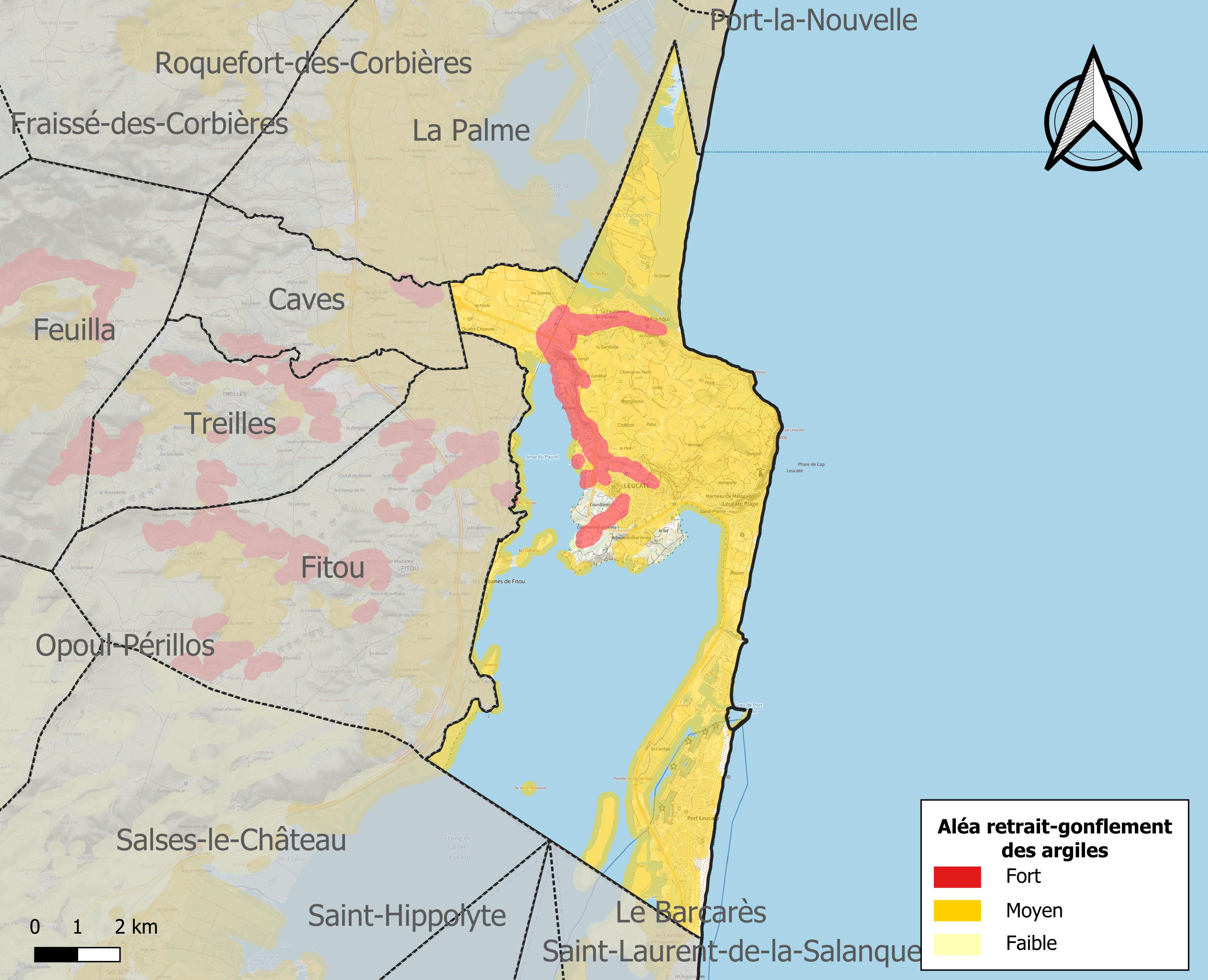
Carte des zones d'aléa retrait-gonflement des sols argileux de Leucate.

La commune est vulnérable au risque de mouvements de terrains constitué principalement du retrait-gonflement des sols argileux. Cet aléa est susceptible d'engendrer des dommages importants aux bâtiments en cas d’alternance de périodes de sécheresse et de pluie. 58,2 % de la superficie communale est en aléa moyen ou fort (75,2 % au niveau départemental et 48,5 % au niveau national). Sur les 6 901 bâtiments dénombrés sur la commune en 2019, 6897 sont en aléa moyen ou fort, soit 100 %, à comparer aux 94 % au niveau départemental et 54 % au niveau national. Une cartographie de l'exposition du territoire national au retrait gonflement des sols argileux est disponible sur le site du BRGM,.

#### Risques technologiques
Le risque de transport de matières dangereuses sur la commune est lié à sa traversée par une route à fort trafic et une ligne de chemin de fer. Un accident se produisant sur de telles infrastructures est en effet susceptible d’avoir des effets graves au bâti ou aux personnes jusqu’à 350 m, selon la nature du matériau transporté. Des dispositions d’urbanisme peuvent être préconisées en conséquence.

## Toponymie
Le nom de Leucate vient du grec ancien λευκός (leukós) qui signifie « blancheur », « blanc », nom qui lui a été donné par les colons grecs qui ont découvert le site et ont assimilé sa falaise à la blanche falaise de Leucade. En occitan languedocien on écrit Leucata et on prononce [lew'katɔ], [law'katɔ] ou même [lɔw'katɔ] selon les variantes dialectales.
La langue traditionnelle du village est l'occitan languedocien. Leucate est une frontière linguistique ; au sud de l'étang, au Barcarès et à Saint-Laurent-de-la-Salanque, on parle catalan.

## Histoire

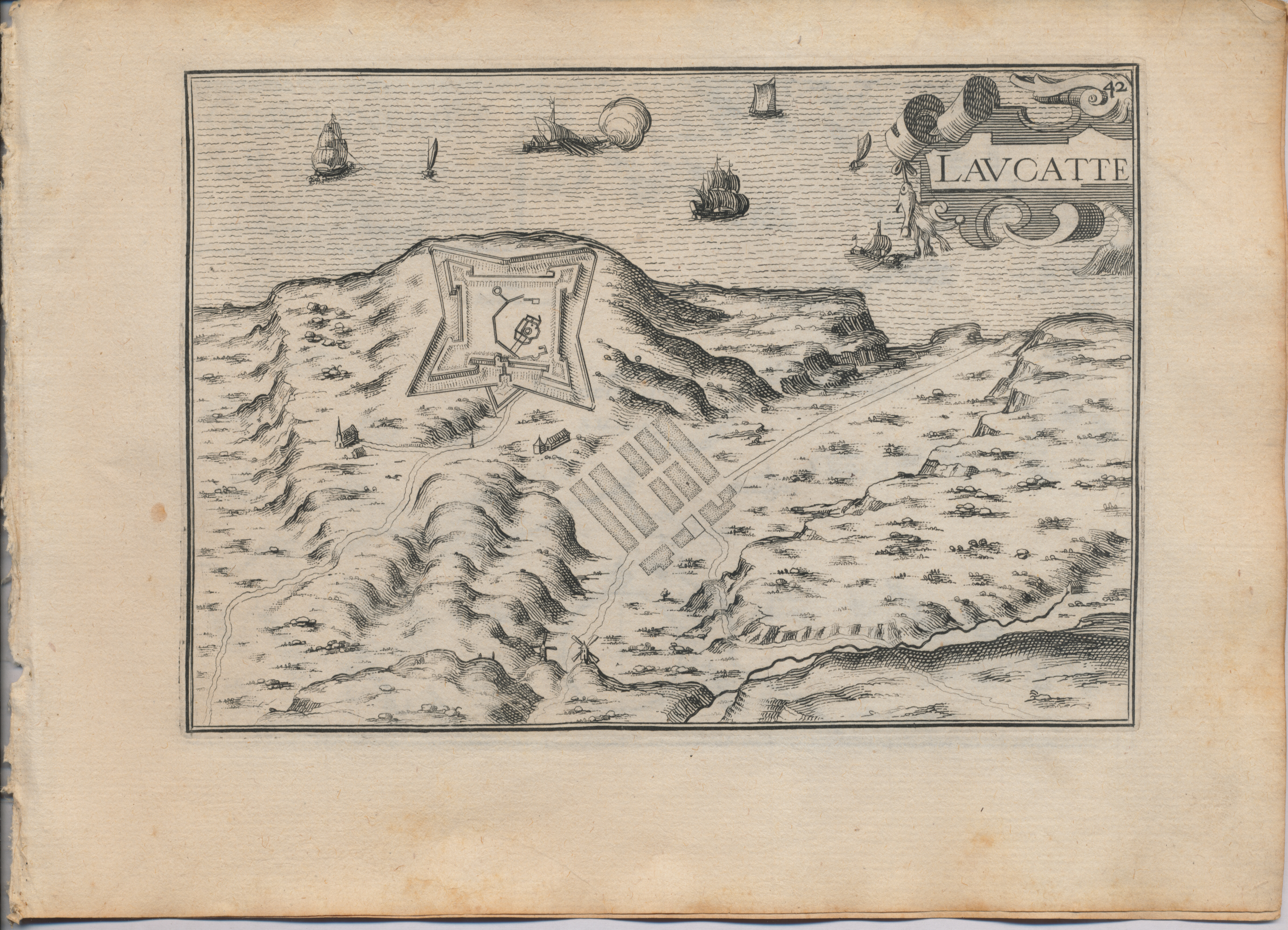
Vue de Laucatte, gravure par Tassin, 1634.

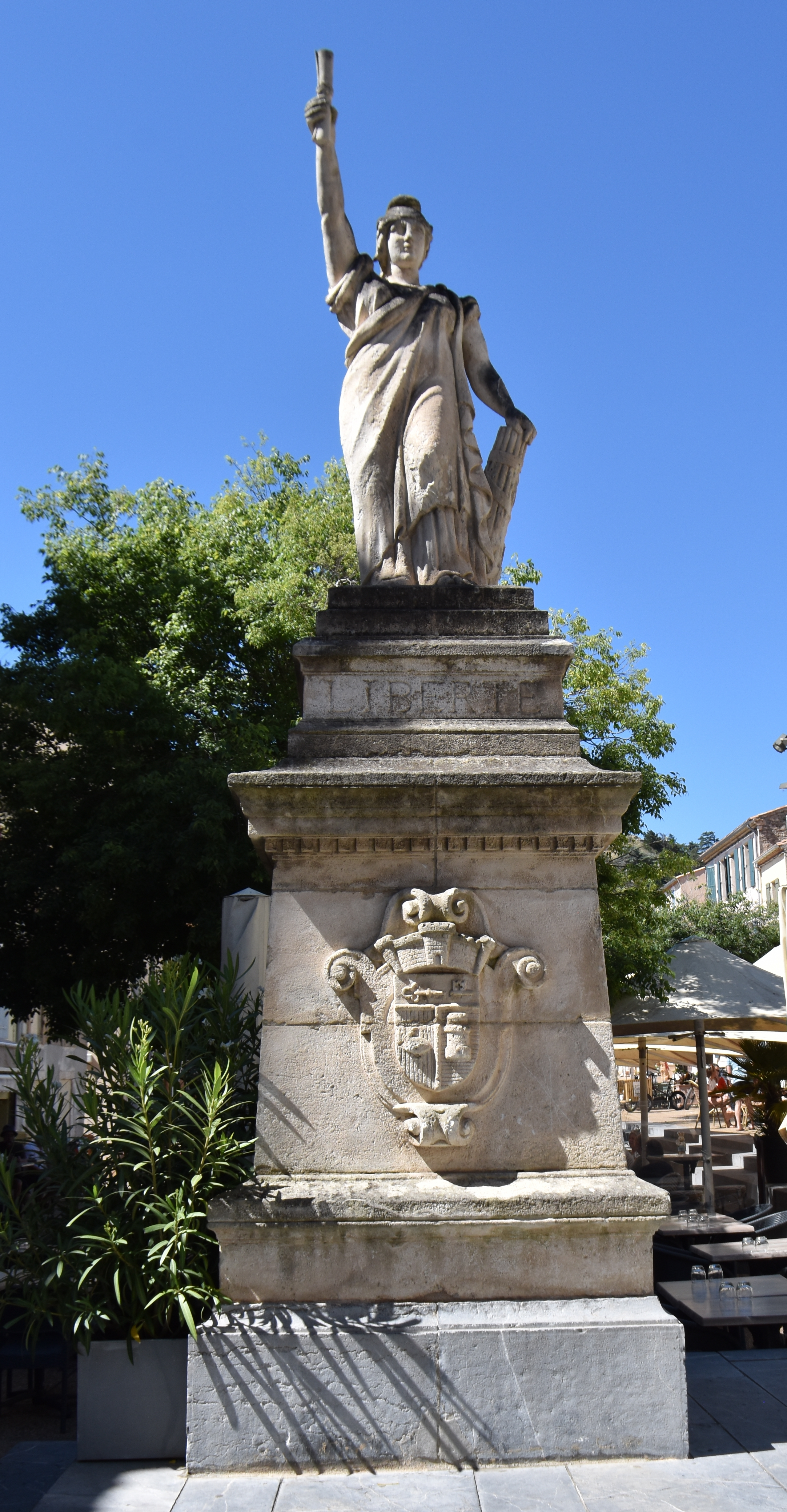
Le monument aux morts.

Leucate fut découverte par les Grecs il y a des siècles qui ont donné le nom de cet endroit en s'inspirant de l'île grecque de Leucade dont la falaise leur semblait similaire. Place forte stratégique, attachée au pouvoir royal, Leucate défendait les marches d'Espagne. En 1590, pendant les guerres de Religion, les Espagnols, alliés de la Ligue catholique, viennent l'assiéger et capturent Jean de Boursier, gouverneur de la place. Son épouse, Françoise de Cezelli, dont la statue est érigée sur la place du village, prend la tête des défenseurs et résiste aux Espagnols qui n'hésitent pas à exécuter son mari sous ses yeux : « La ville est au roi et mon honneur est à Dieu. Je dois les conserver jusqu'à mon dernier soupir ». Henri IV la chargera de gouverner la place jusqu'à la majorité de son fils aîné.
Les Espagnols échouent de nouveau à prendre la ville lors du second siège de Leucate en 1637. Le château est détruit en 1664. Il en reste néanmoins quelques vestiges intéressants (pierre du lion, pierre de la falquette), qui témoignent de l'importance de l'ouvrage.
Pendant la Seconde Guerre mondiale, de fin 1942 à août 1944, la zone est occupée par l'armée allemande qui y installe des équipements dans le cadre du Mur de la Méditerranée. Sa garnison appartient à la 272e division d'infanterie. Les habitants du village ont été évacués au début du mois de janvier 1944 et la quasi-totalité des habitations de Leucate-Plage est rasée pour faciliter la défense du lieu contre un éventuel débarquement. Le 27 avril 1944, à 22 h 25, un bombardier britannique Handley Page Halifax de la Royal Air Force est abattu par la Flak de la base radar allemande installée sur le site alors qu'il devait larguer du matériel à un maquis de la résistance française de la Haute Vallée de l’Aude  Les sept membres d'équipage périssent.
Entre 1962 et 1963, des études sont menées pour faire de Leucate une base de lancement car, à la suite de la fermeture programmée du Centre interarmées d'essais d'engins spéciaux en 1967 après l'indépendance de l'Algérie, la France cherche des solutions de repli. Ces études resteront sans suite.

## Politique et administration

### Liste des maires
| Période                                  | Période        | Identité          | Étiquette    | Qualité |
| ---------------------------------------- | -------------- | ----------------- | ------------ | --- |
| 1873                                     | 1877           | Zorzine Mariev    |              | |
| 1877                                     | 1882           | Baptiste Guizard  |              | |
| 1882                                     | 1892           | Aimé Lalary       |              | |
| 1892                                     | 1896           | Baptiste Guizard  |              | |
| 1896                                     | 1904           | Léandre Bord      |              | |
| 1904                                     | 1908           | Irénée Montestruc |              | |
| 1908                                     | 1925           | Richard Suzanne   |              | |
| 1925                                     | 1941           | Aimé Sidras       | SFIO         | Médecin |
| mars 1941                                | septembre 1944 | Joseph Suzanne    |              | Président de la délégation spéciale |
| septembre 1944                           | mai 1945       | René Montestruc   |              | Président du Comité Local de Libération Nationale                                                                                             |
| mai 1945                                 | mars 1965      | Aimé Sidras       | SFIO         | Médecin |
| mars 1965                                | mars 1977      | Georges Cazenove  | SFIO puis PS | |
| mars 1977                                | mars 1983      | Georges Bertrand  | PS           | |
| mars 1983                                | janvier 1991   | Antoine Azeau     | PS           | Conseiller général du canton de Capendu (1976-1988), Ancien maire de Marseillette Député-suppléant de Joseph Vidal                            |
| janvier 1991                             | juin 1995      | Maurice Demonte   | PCF          | |
| juin 1995                                | en cours       | Michel Py         | UMP puis LR  | Conseiller régional, inspecteur du développement durable, ingénieur, Vice-président du Grand Narbonne Chevalier de la Légion d'honneur (2024) |
| Les données manquantes sont à compléter. |                |                   |              | |

### Jumelages
- Leucade (Grèce) depuis 2005

## Population et société

### Démographie
L'évolution du nombre d'habitants est connue à travers les recensements de la population effectués dans la commune depuis 1793. Pour les communes de moins de 10 000 habitants, une enquête de recensement portant sur toute la population est réalisée tous les cinq ans, les populations de référence des années intermédiaires étant quant à elles estimées par interpolation ou extrapolation. Pour la commune, le premier recensement exhaustif entrant dans le cadre du nouveau dispositif a été réalisé en 2004.

En 2022, la commune comptait 4 531 habitants, en évolution de +4,42 % par rapport à 2016 (Aude : +2,65 %, France hors Mayotte : +2,11 %).
| 1793 | 1800 | 1806 | 1821 | 1831  | 1836  | 1841  | 1846  | 1851  |
| ---- | ---- | ---- | ---- | ----- | ----- | ----- | ----- | ----- |
| 647  | 617  | 728  | 905  | 1 104 | 1 180 | 1 215 | 1 261 | 1 276 |

| 1856  | 1861  | 1866  | 1872  | 1876  | 1881  | 1886  | 1891  | 1896  |
| ----- | ----- | ----- | ----- | ----- | ----- | ----- | ----- | ----- |
| 1 293 | 1 461 | 1 612 | 1 582 | 1 652 | 1 926 | 1 823 | 1 750 | 1 720 |

| 1901  | 1906  | 1911  | 1921  | 1926  | 1931  | 1936  | 1946  | 1954  |
| ----- | ----- | ----- | ----- | ----- | ----- | ----- | ----- | ----- |
| 1 734 | 1 664 | 1 606 | 1 542 | 1 543 | 1 398 | 1 362 | 1 036 | 1 252 |

| 1962  | 1968  | 1975  | 1982  | 1990  | 1999  | 2004  | 2006  | 2009  |
| ----- | ----- | ----- | ----- | ----- | ----- | ----- | ----- | ----- |
| 1 077 | 1 233 | 1 244 | 1 968 | 2 177 | 2 732 | 3 392 | 3 435 | 4 060 |

| 2014  | 2019  | 2022  | - | - | - | - | - | - |
| ----- | ----- | ----- | - | - | - | - | - | - |
| 4 402 | 4 612 | 4 531 | - | - | - | - | - | - |

### Enseignement
La commune dispose de deux écoles se nommant respectivement André Helena et Marie-Catala, ainsi que d'un collège Saint-Louis-de Gonzague.

### Manifestations culturelles et festivités
Le festival Voix d'étoiles est un festival international des voix du cinéma d'animation.
Le Mondial du Vent est un événement qui accueille des compétitions internationales de sports de glisse comme le windsurf ou le kitesurf et qui regroupe les meilleurs riders. Cet événement est hébergé par Leucate-La Franqui, chaque année durant une semaine.

### Sports
Rugby à XV
Le RC Leucate devenu SC Leucate-Roquefort puis SC Leucate Corbières Méditerranée XV qui évolue actuellement en 2e division fédérale.
Le RC Leucate a été :
- Montée en 2e division fédérale en 2013[85].
- Montée en 3e division fédérale en 2008[85].
- Vice champion de France de Promotion d'Honneur en 1996.
- Champion de France de rugby à XV de 2e série en 1994.
- Vice champion de France de 3e série en 1993.
- Champion de France de rugby à XV de 4e série en 1992.

Rugby à XV féminin
Le RC Leucate a eu une équipe féminine créée en 1991 : 
- Vice-championne de France Elite en 1999.

Cette équipe, qui n'existe plus en 2015, portait le nom de SC Leucate Lapalme Roquefort XV lors de la saison 2006-2007.

## Économie

### Revenus
En 2018  (données Insee publiées en septembre 2021), la commune compte 2 745 ménages fiscaux, regroupant 4 726 personnes. La médiane du revenu disponible par unité de consommation est de 20 370 € (19 240 € dans le département). 46 % des ménages fiscaux sont imposés (39,9 % dans le département).

### Emploi
| Division       | 2008   | 2013   | 2018   |
| -------------- | ------ | ------ | ------ |
| Commune        | 11,8 % | 14,8 % | 15,8 % |
| Département    | 10,2 % | 12,8 % | 12,6 % |
| France entière | 8,3 %  | 10 %   | 10 %   |

En 2018, la population âgée de 15 à 64 ans s'élève à 2 234 personnes, parmi lesquelles on compte 70,9 % d'actifs (55,1 % ayant un emploi et 15,8 % de chômeurs) et 29,1 % d'inactifs,. Depuis 2008, le taux de chômage communal (au sens du recensement) des 15-64 ans est supérieur à celui de la France et du département.
La commune est hors attraction des villes,. Elle compte 1 443 emplois en 2018, contre 1 373 en 2013 et 1 234 en 2008. Le nombre d'actifs ayant un emploi résidant dans la commune est de 1 264, soit un indicateur de concentration d'emploi de 114,2 % et un taux d'activité parmi les 15 ans ou plus de 39,6 %.
Sur ces 1 264 actifs de 15 ans ou plus ayant un emploi, 732 travaillent dans la commune, soit 58 % des habitants. Pour se rendre au travail, 72,5 % des habitants utilisent un véhicule personnel ou de fonction à quatre roues, 6,6 % les transports en commun, 14,3 % s'y rendent en deux-roues, à vélo ou à pied et 6,4 % n'ont pas besoin de transport (travail au domicile).

### Activités hors agriculture

#### Secteurs d'activités
703 établissements sont implantés  à Leucate au 31 décembre 2019. Le tableau ci-dessous en détaille le nombre par secteur d'activité et compare les ratios avec ceux du département,.
| Secteur d'activité                                                                                        | Commune | Commune | Département |
| Secteur d'activité                                                                                        | Nombre  | %       | %           |
| --- | ------- | ------- | ----------- |
| Ensemble                                                                                                  | 703     | 100 %   | (100 %)     |
| Industrie manufacturière, industries extractives et autres                                                | 44      | 6,3 %   | (8,8 %)     |
| Construction                                                                                              | 47      | 6,7 %   | (14 %)      |
| Commerce de gros et de détail, transports, hébergement et restauration                                    | 348     | 49,5 %  | (32,3 %)    |
| Information et communication                                                                              | 9       | 1,3 %   | (1,6 %)     |
| Activités financières et d'assurance                                                                      | 9       | 1,3 %   | (2,7 %)     |
| Activités immobilières                                                                                    | 53      | 7,5 %   | (5,2 %)     |
| Activités spécialisées, scientifiques et techniques et activités de services administratifs et de soutien | 73      | 10,4 %  | (13,3 %)    |
| Administration publique, enseignement, santé humaine et action sociale                                    | 54      | 7,7 %   | (13,2 %)    |
| Autres activités de services                                                                              | 66      | 9,4 %   | (8,8 %)     |

Le secteur du commerce de gros et de détail, des transports, de l'hébergement et de la restauration est prépondérant sur la commune puisqu'il représente 49,5 % du nombre total d'établissements de la commune (348 sur les 703 entreprises implantées  à Leucate), contre 32,3 % au niveau départemental.

#### Entreprises et commerces
Les cinq entreprises ayant leur siège social sur le territoire communal qui génèrent le plus de chiffre d'affaires en 2020 sont : 
- Prene Distribution, supermarchés (11 478 k€)
- AB Yachting, réparation et maintenance navale (5 231 k€)
- Societe Du Casino De Port Leucate - SCPL, organisation de jeux de hasard et d'argent (3 244 k€)
- SAS Viglamo, terrains de camping et parcs pour caravanes ou véhicules de loisirs (1 439 k€)
- Marine Floor Europe, construction de navires et de structures flottantes (960 k€)

Station balnéaire
- La Franqui est une station balnéaire sur la commune.

Hébergement touristique et de loisirs
- L'Office départemental des centres de vacances et de loisirs (Odcvl), société coopérative française créée en 1939, commercialise principalement des séjours de vacances en France et à travers le monde pour groupes et familles. Il dispose d'un centre permanent dans la commune.

### Agriculture

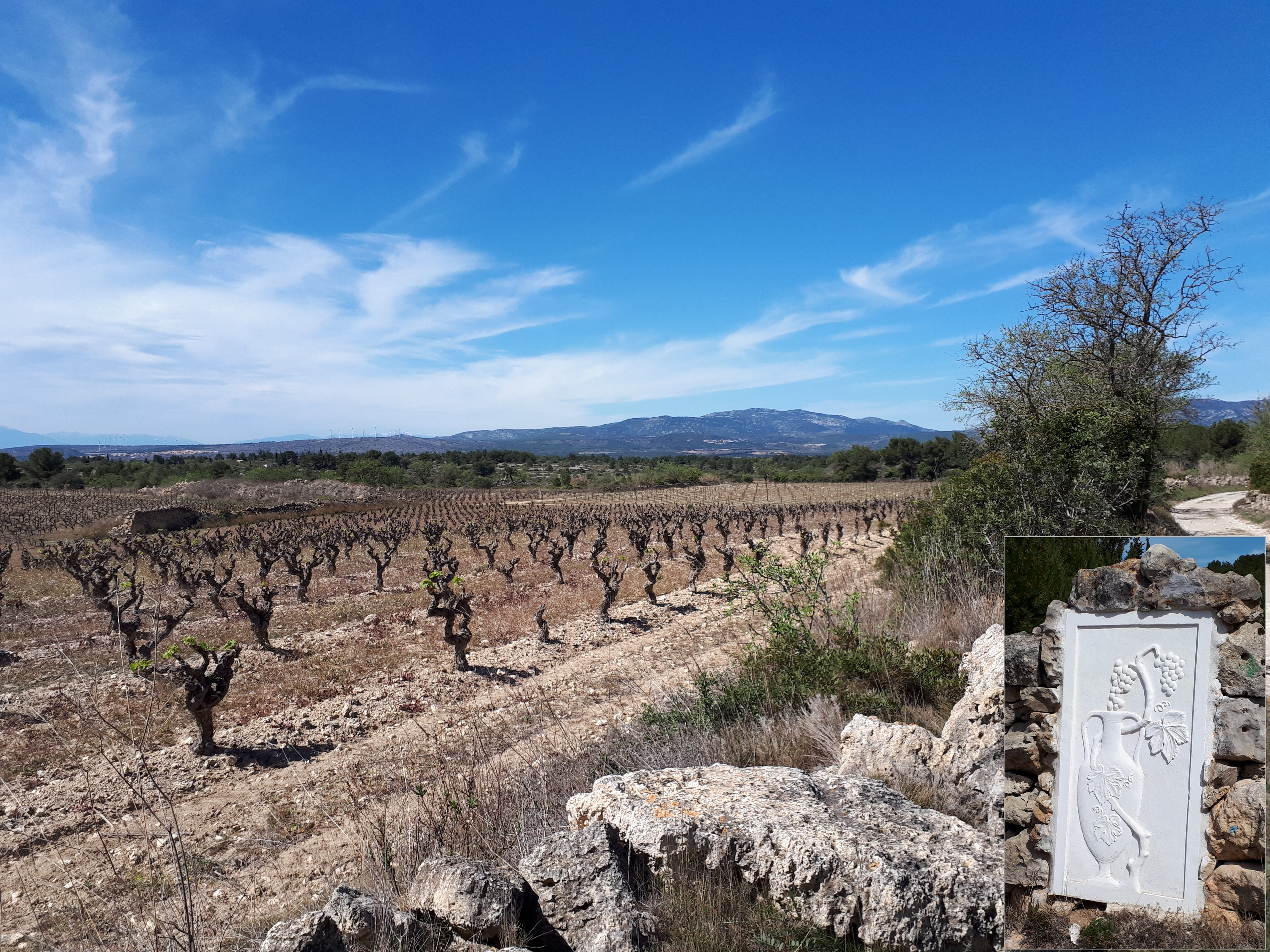
Vignoble sur le plateau de Leucate; vue vers l'ouest. Au fond : Montoulié de Périllou (alt. 707 mètres), Corbières maritimes. En médaillon : Bas-relief sur le thème de la viticulture à côté du « Sentier du Vigneron ».

La commune est dans la « Région viticole » de l'Aude, une petite région agricole occupant une grande partie centrale du département, également dénommée localement « Corbeilles Minervois et Carcasses-Limouxin ». En 2020, l'orientation technico-économique de l'agriculture  sur la commune est la viticulture.
|               | 1988 | 2000 | 2010 | 2020 |
| ------------- | ---- | ---- | ---- | ---- |
| Exploitations | 65   | 29   | 20   | 19   |
| SAU (ha)      | 275  | 209  | 207  | 149  |

Le nombre d'exploitations agricoles en activité et ayant leur siège dans la commune est passé de 65 lors du recensement agricole de 1988  à 29 en 2000 puis à 20 en 2010 et enfin à 19 en 2020, soit une baisse de 71 % en 32 ans. Le même mouvement est observé à l'échelle du département qui a perdu pendant cette période 60 % de ses exploitations,. La surface agricole utilisée sur la commune a également diminué, passant de 275 ha en 1988 à 149 ha en 2020. Parallèlement la surface agricole utilisée moyenne par exploitation a augmenté, passant de 4 à 8 ha.
Viticulture
La commune a sur son territoire les appellations qualitatives suivantes :
- Vin de pays des Coteaux du Littoral Audois
- Fitou (AOC)
- AOC Corbières

## Culture locale et patrimoine

### Lieux et monuments
- Phare du cap Leucate.
- Église Saint-Jacques de Port-Leucate.
- Chapelle Notre-Dame-de-la-Mer de La Franqui.
- Église de l'Assomption de Leucate.
- Chapelle du château de Leucate.

Phare du cap Leucate.
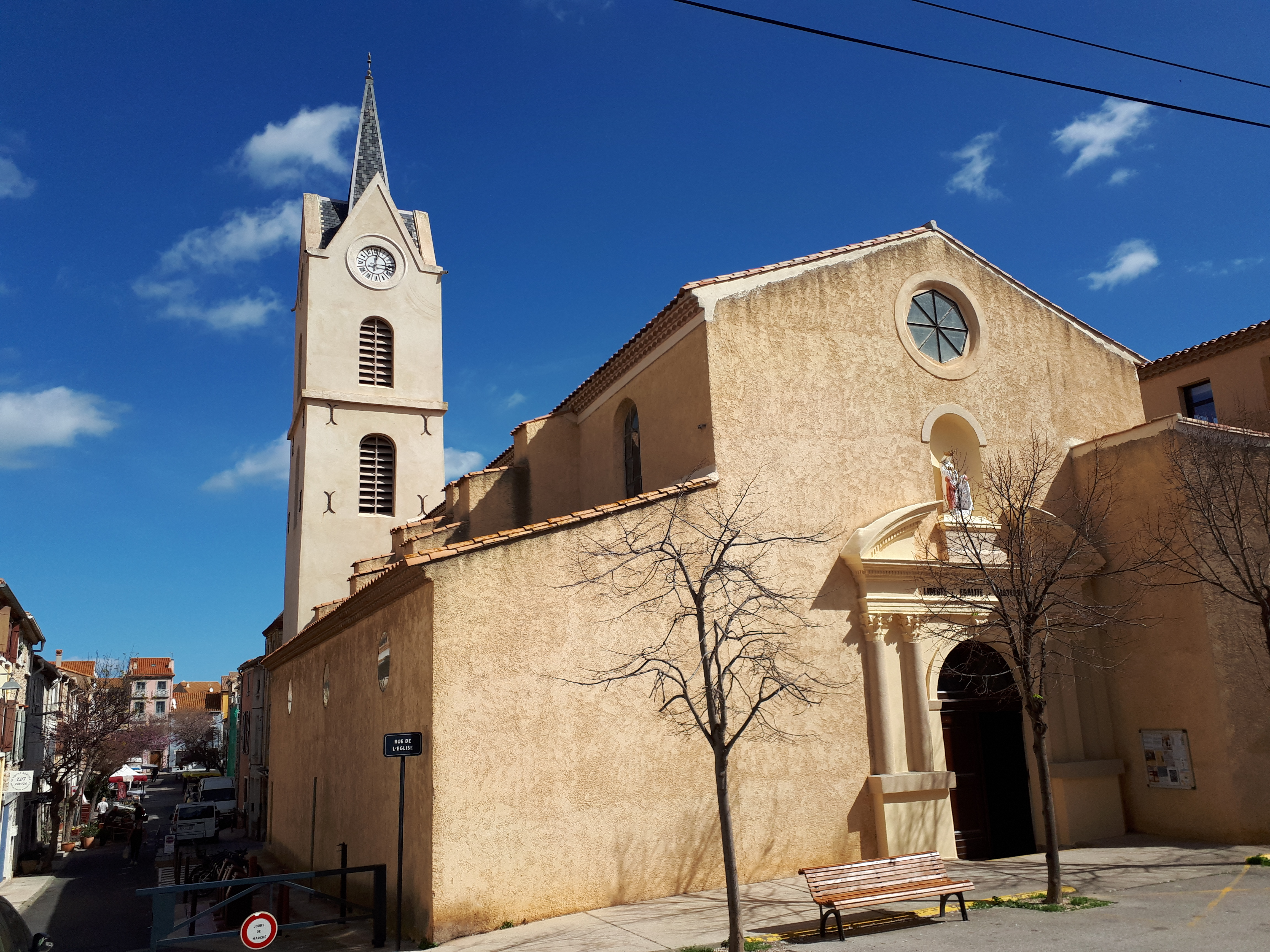
L'église Notre-Dame de l'Assomption, village de Leucate.
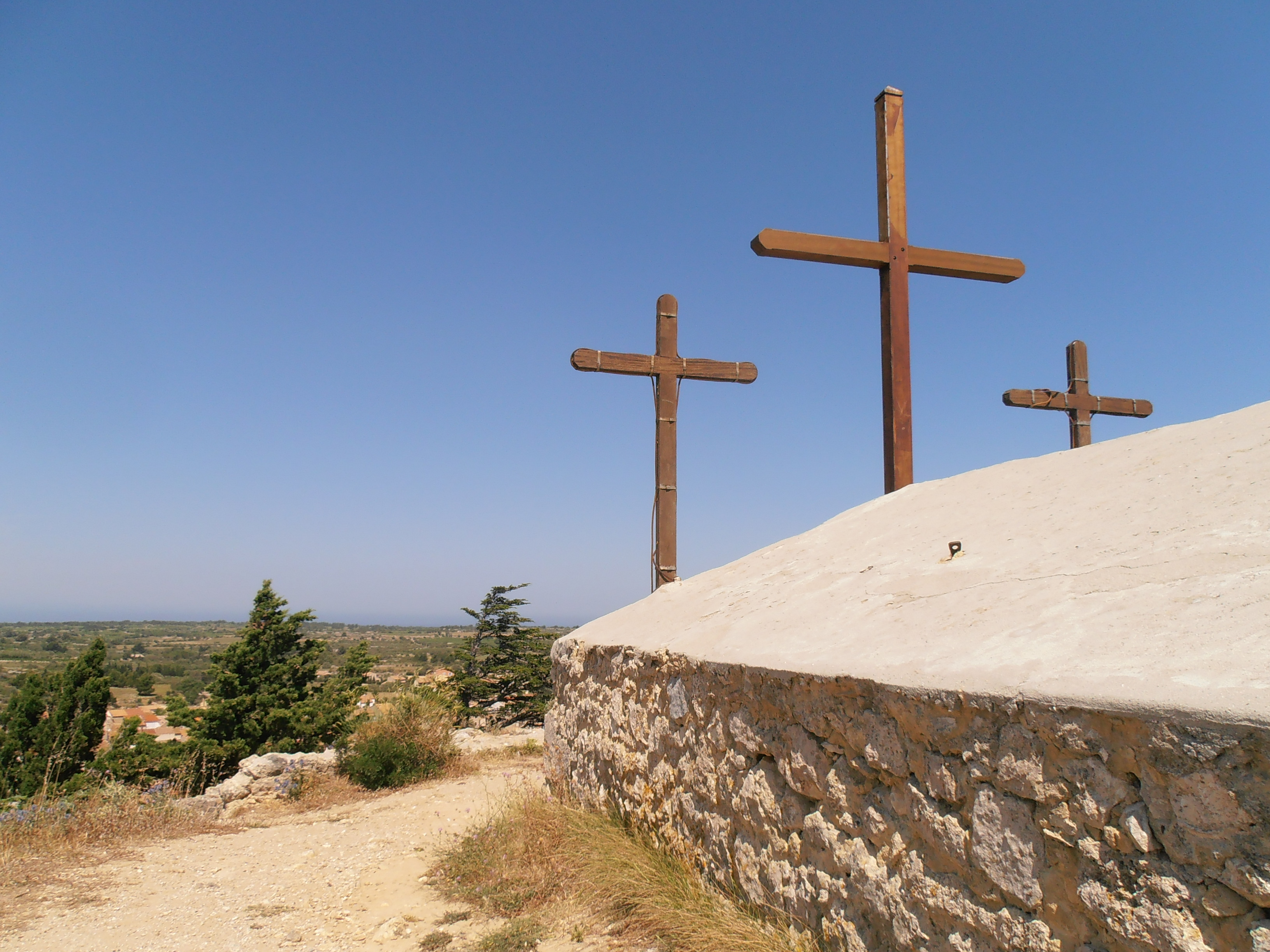
Chapelle du château de Leucate.

À Leucate trois sites sont classés au titre des Monuments Historiques répertoriés dans la base Mérimée, base de données sur le patrimoine architectural français du ministère de la Culture : 
| Monument                                  | Adresse | Coordonnées                      | Notice         | Protection  | Date              | Illustration                              |
| ----------------------------------------- | ------- | -------------------------------- | -------------- | ----------- | ----------------- | ----------------------------------------- |
| Fort de Leucate                           |         | 42° 54′ 28″ nord, 3° 01′ 32″ est | « PA11000034 » | Inscription | 26 juillet 2006   | Fort de Leucate                           |
| Grotte des Fées                           |         | 42° 53′ 52″ nord, 3° 02′ 07″ est | « PA00102742 » | Classement  | 10 septembre 1924 | Grotte des Fées                           |
| Fanal (ancien), dit Redoute de la Franqui |         | 42° 55′ 40″ nord, 3° 02′ 39″ est | « PA00102741 » | Inscription | 3 octobre 1967    | Fanal (ancien), dit Redoute de la Franqui |

Le plateau et les bourgs de Leucate et de la Franqui sont inscrits au titre des sites naturels depuis 1986.

### Personnalités liées à la commune
- Françoise de Cezelli (1558-1615) : épouse héroïque du gouverneur de Leucate, puis gouverneur de la ville elle-même ;
- Henry de Monfreid (1879-1974) : aventurier et écrivain, né à La Franqui (commune de Leucate) ;
- André Héléna (1919-1972) : auteur de romans policiers mort à Leucate ;
- Francis Vals (1910-1974) : député-maire de Narbonne et député européen né à Leucate ;
- Évelyne Marie France Neff (1941 - ) femme politique franco-allemande en retraite, réside à Leucate
- Jacques Hiron (1946-) : chroniqueur de l'histoire et de la géographie régionale de Leucate, écrivain.
- Guy Noves : réside à Leucate.
- Christophe Neff, (1964 - ) : géographe franco-allemand, blogueur sur le Monde.fr, partage sa vie entre Grünstadt en Allemagne et Leucate[93],[94].

### Héraldique
| Blason de Leucate | Blason  | Parti, de gueules à une oie d'argent becquée et membrée d'or, et d'azur à une tour donjonnée d'or, au chef de sinople chargé d'une clef d'or posée en fasce, le panneton vers le chef.[réf. nécessaire] |
| Blason de Leucate | Détails | Le statut officiel du blason reste à déterminer. |
| Blason de Leucate | Alias   | D'azur à une fasce fuselée d'argent et de gueules. |

### Culture populaire
Littérature
- Gérard Gavarry, Leucate Univers : roman, Paris, P.O.L, 2016, 265 p. (ISBN 978-2-8180-3981-6, BNF 45013010), roman ayant pour cadre Leucate à différentes époques[95].

Cinéma
- Les Ogres (2016), de Léa Fehner : film tourné en partie à Leucate[96].

### Galerie

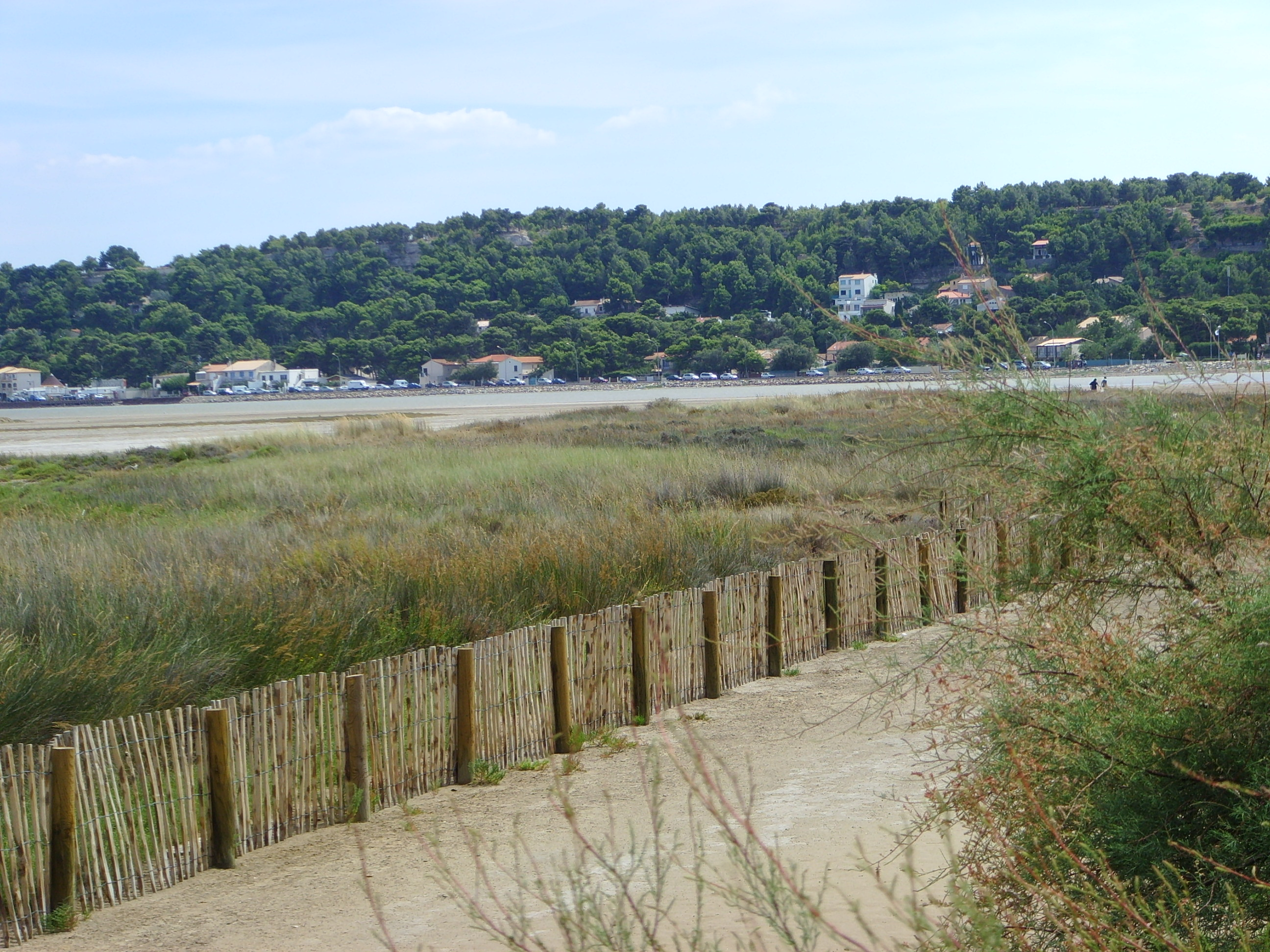
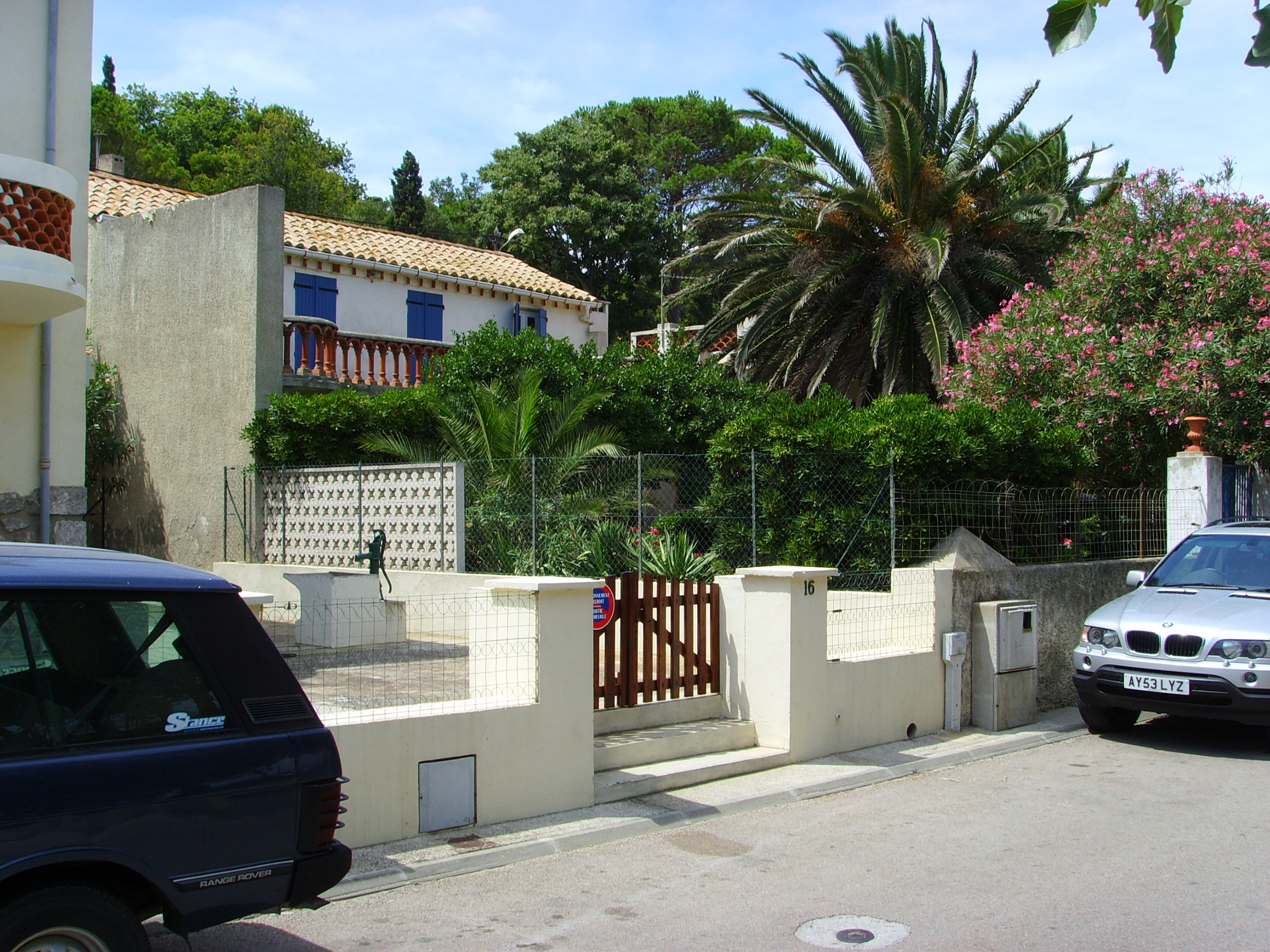
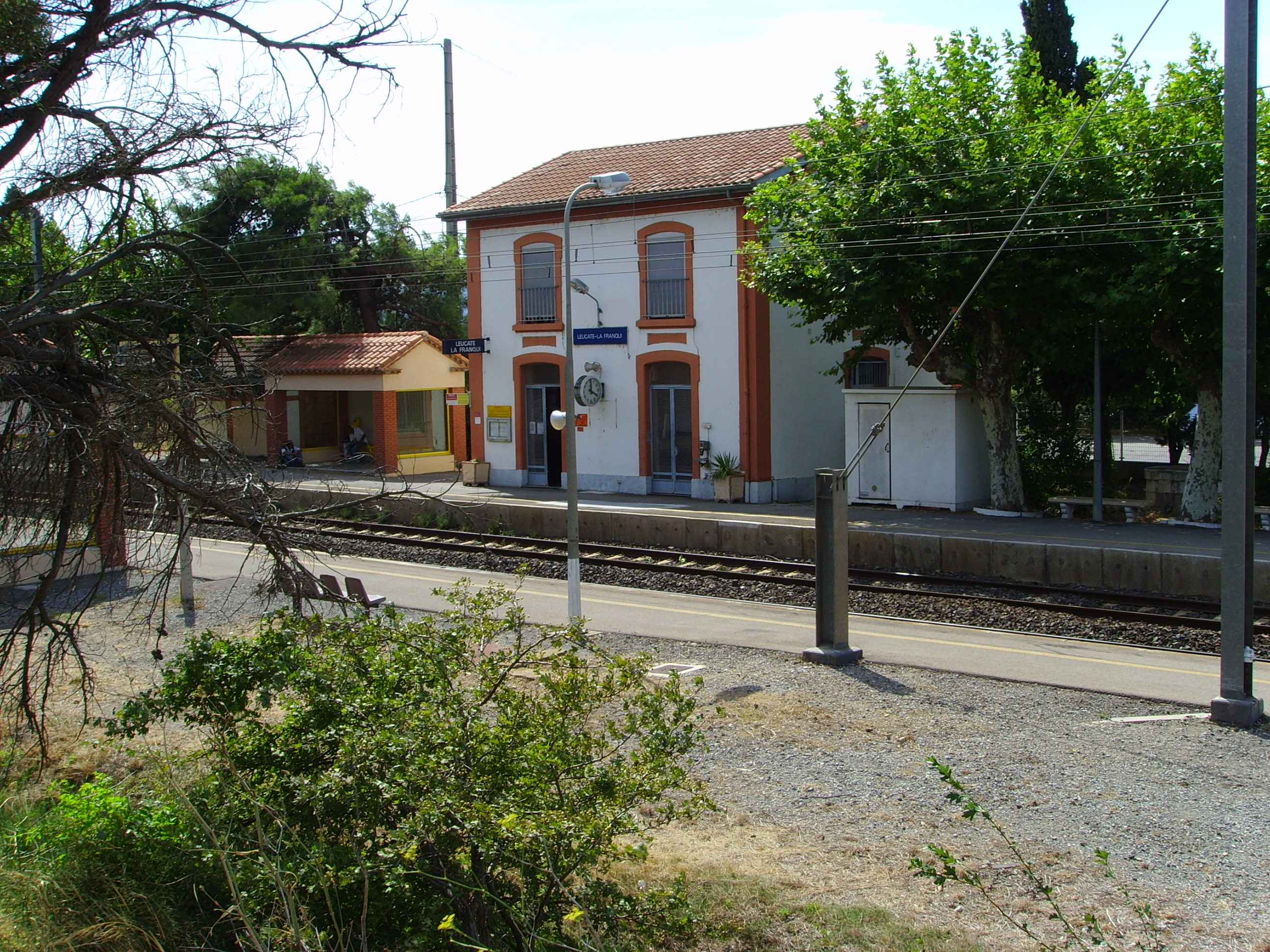

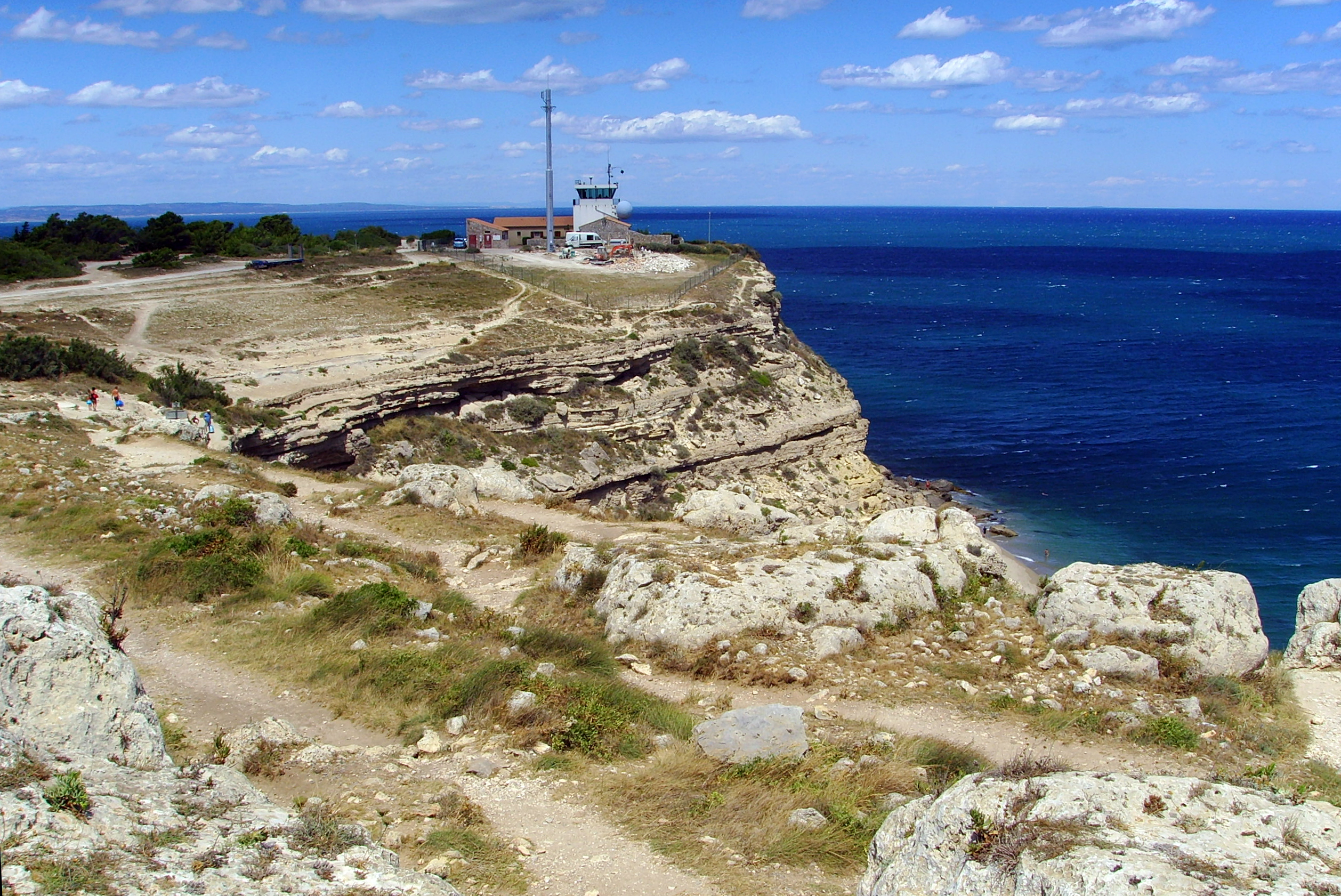
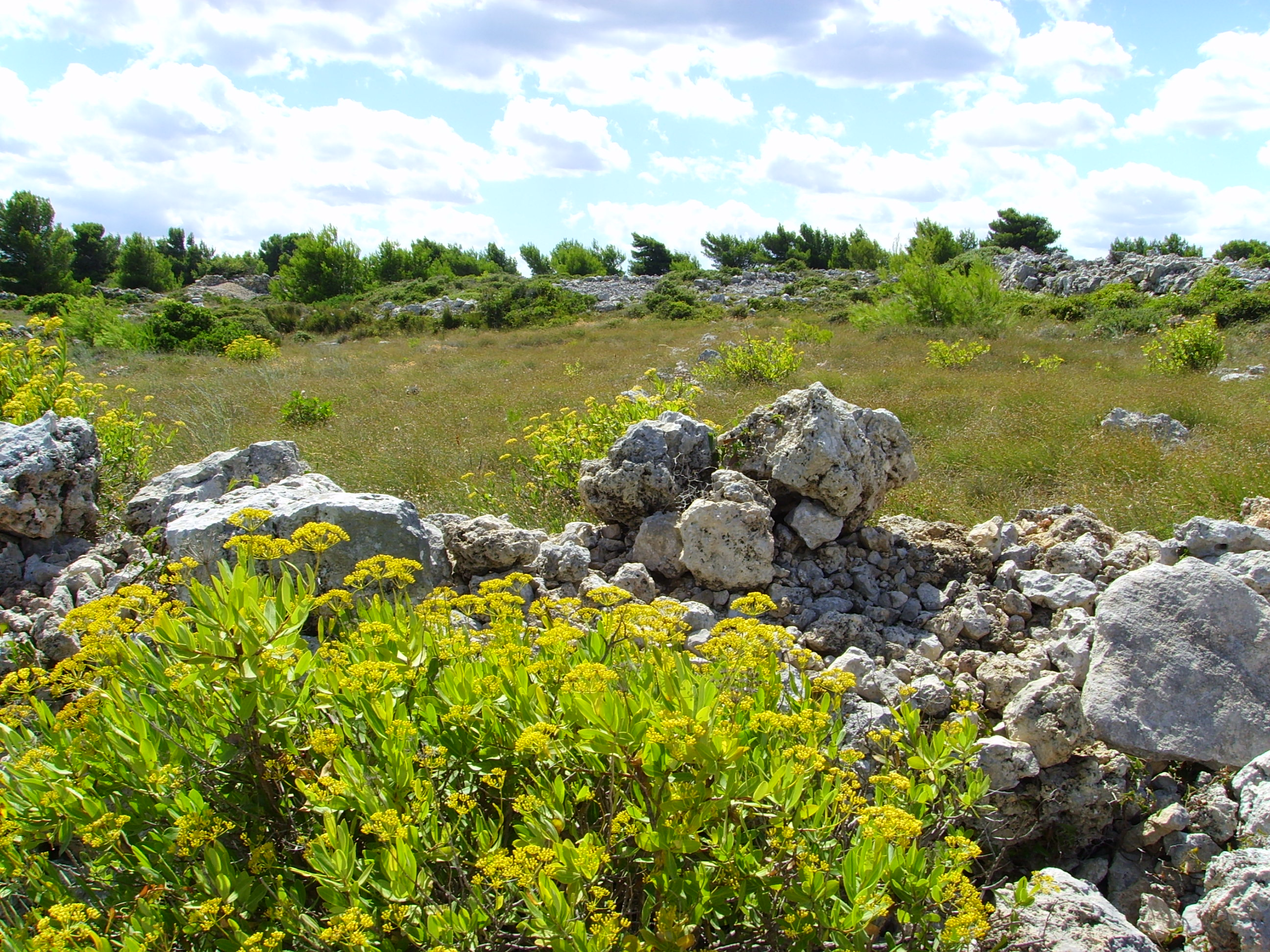

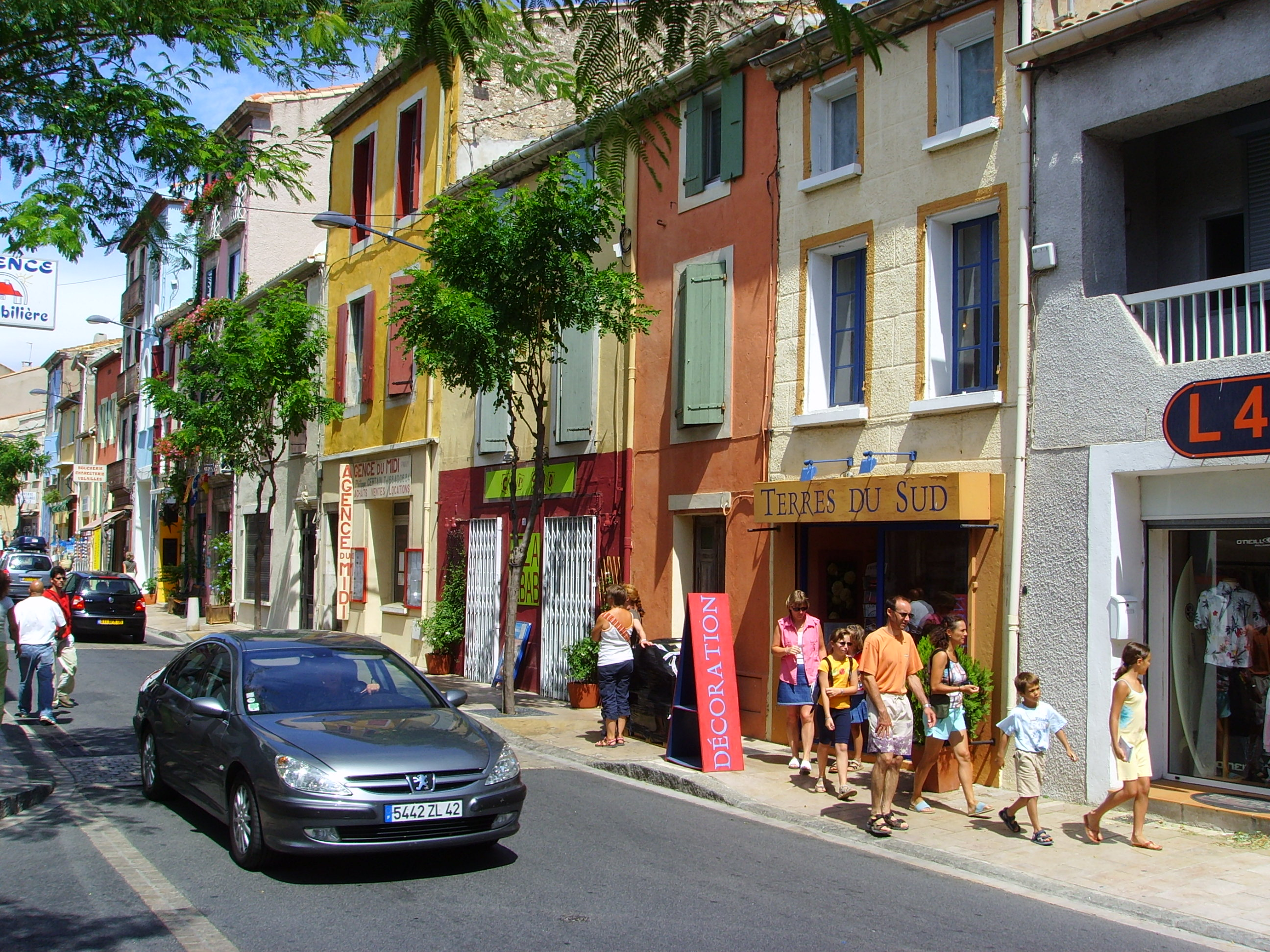
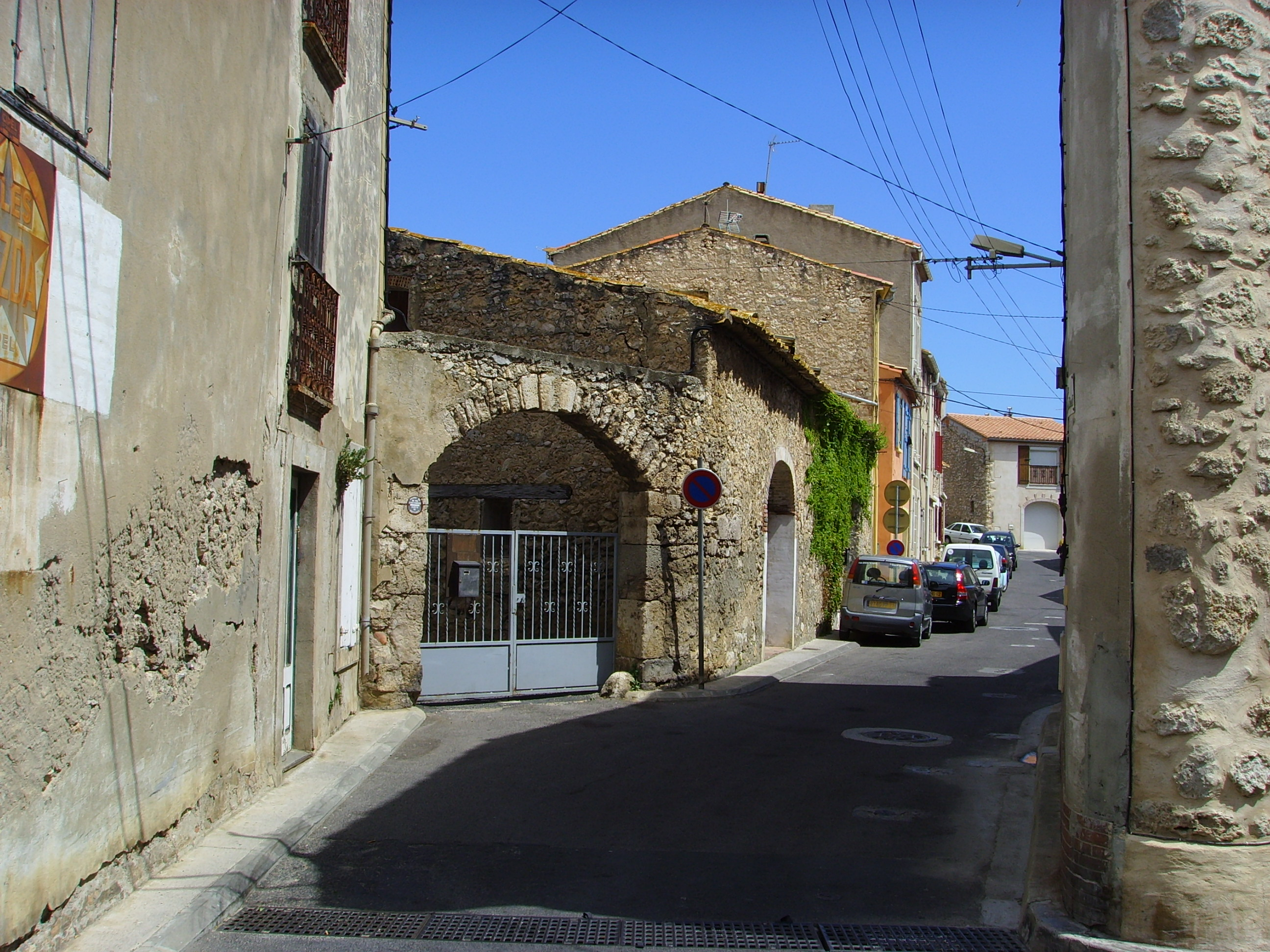
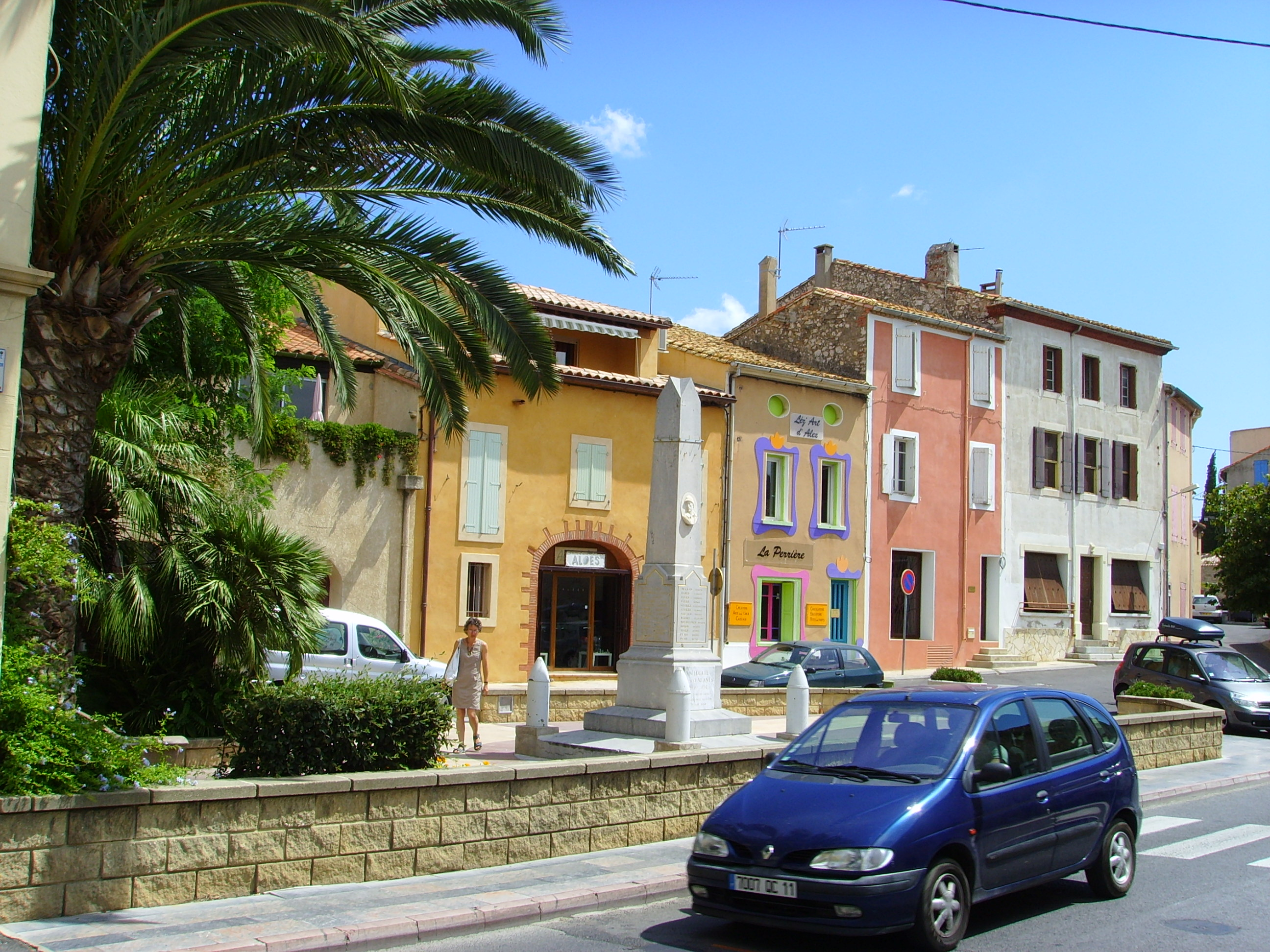
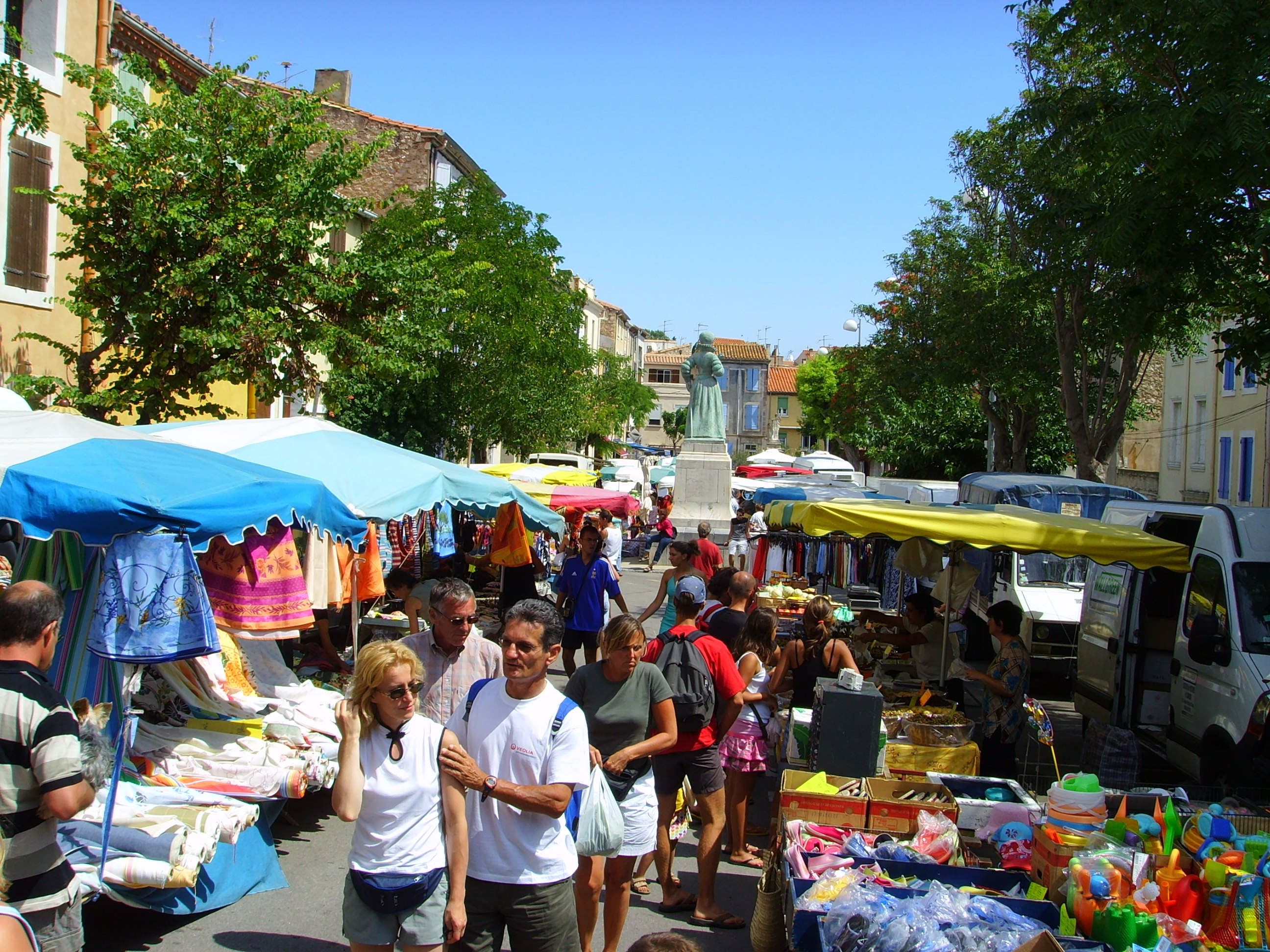

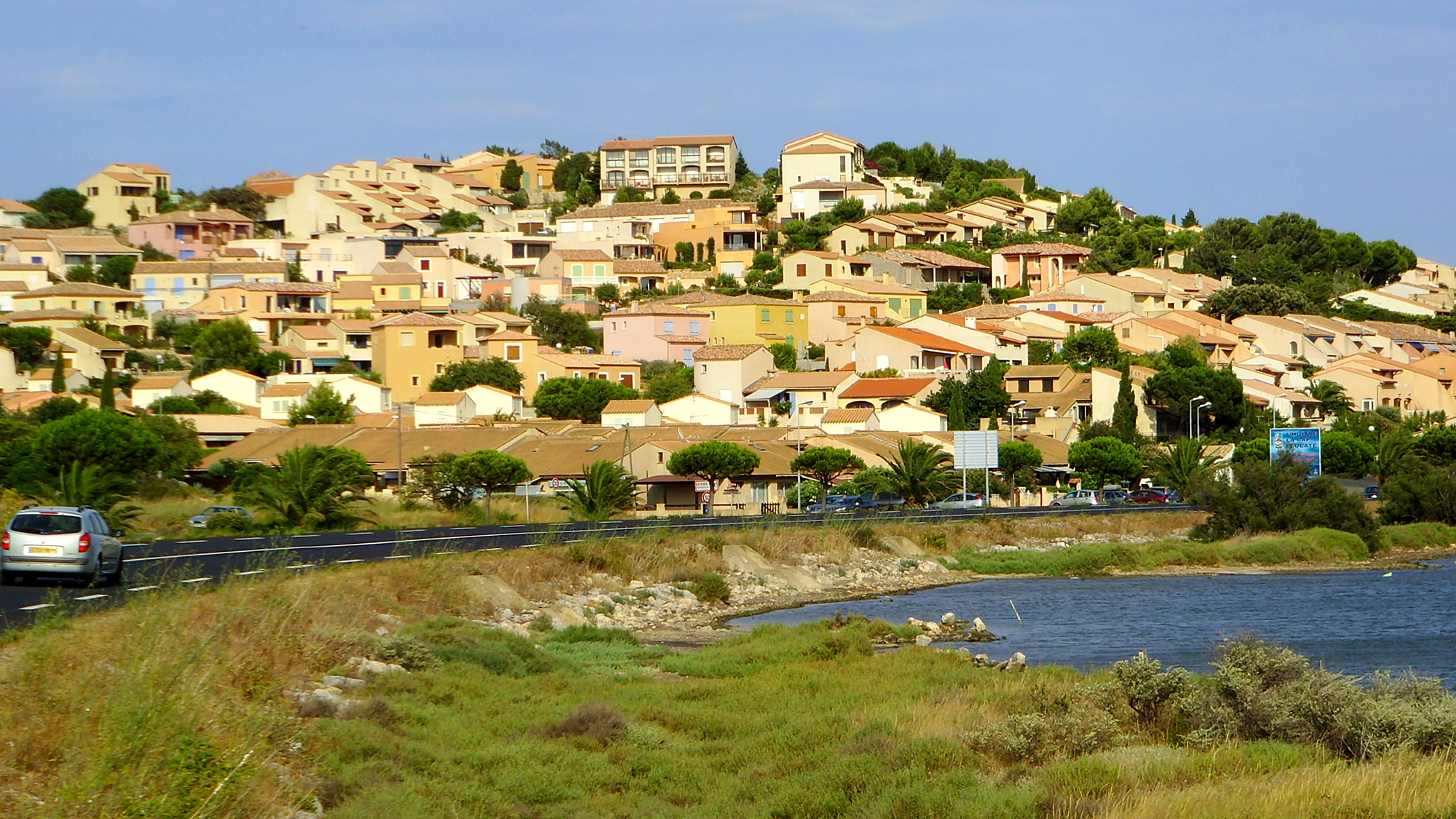
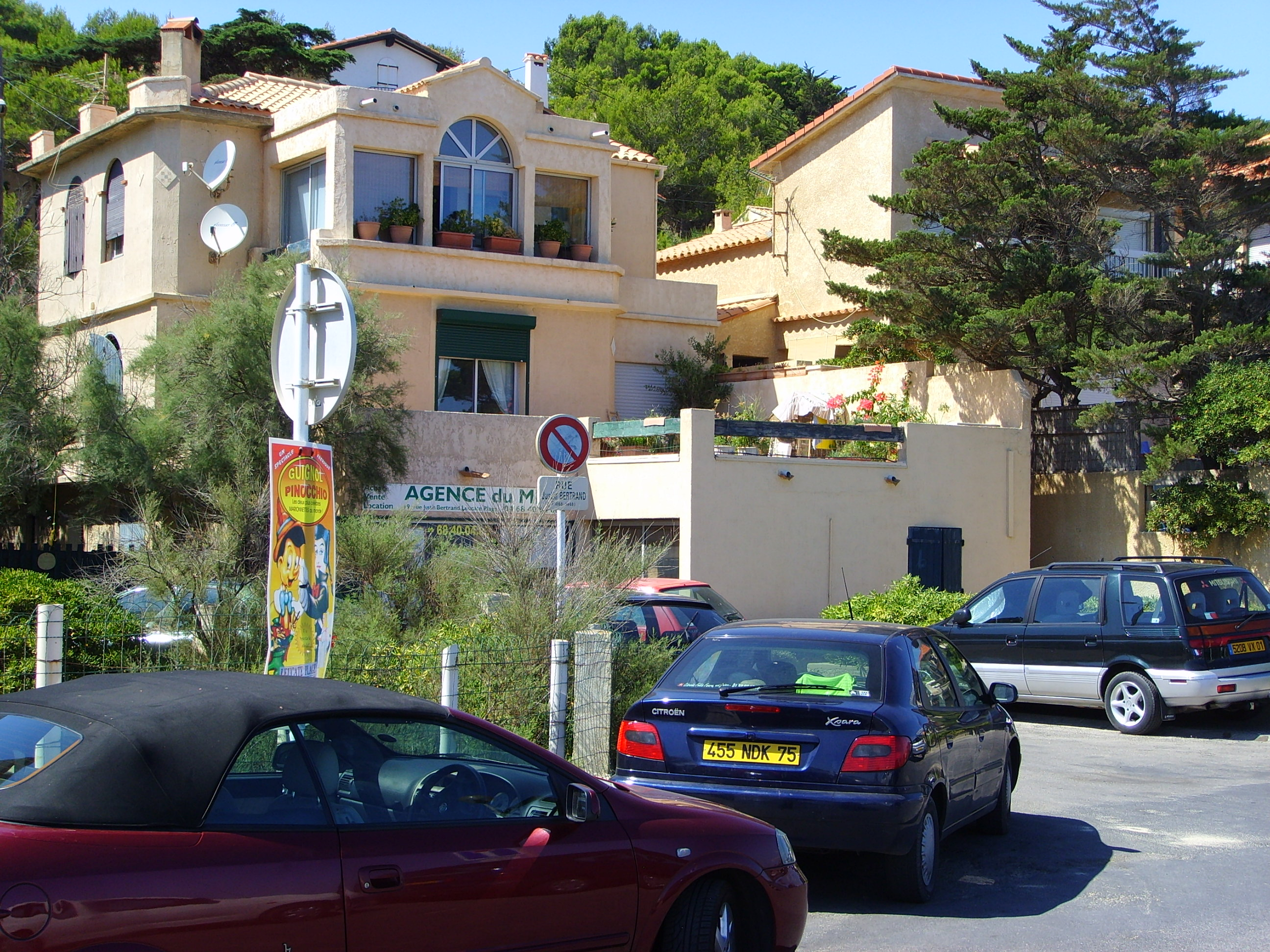
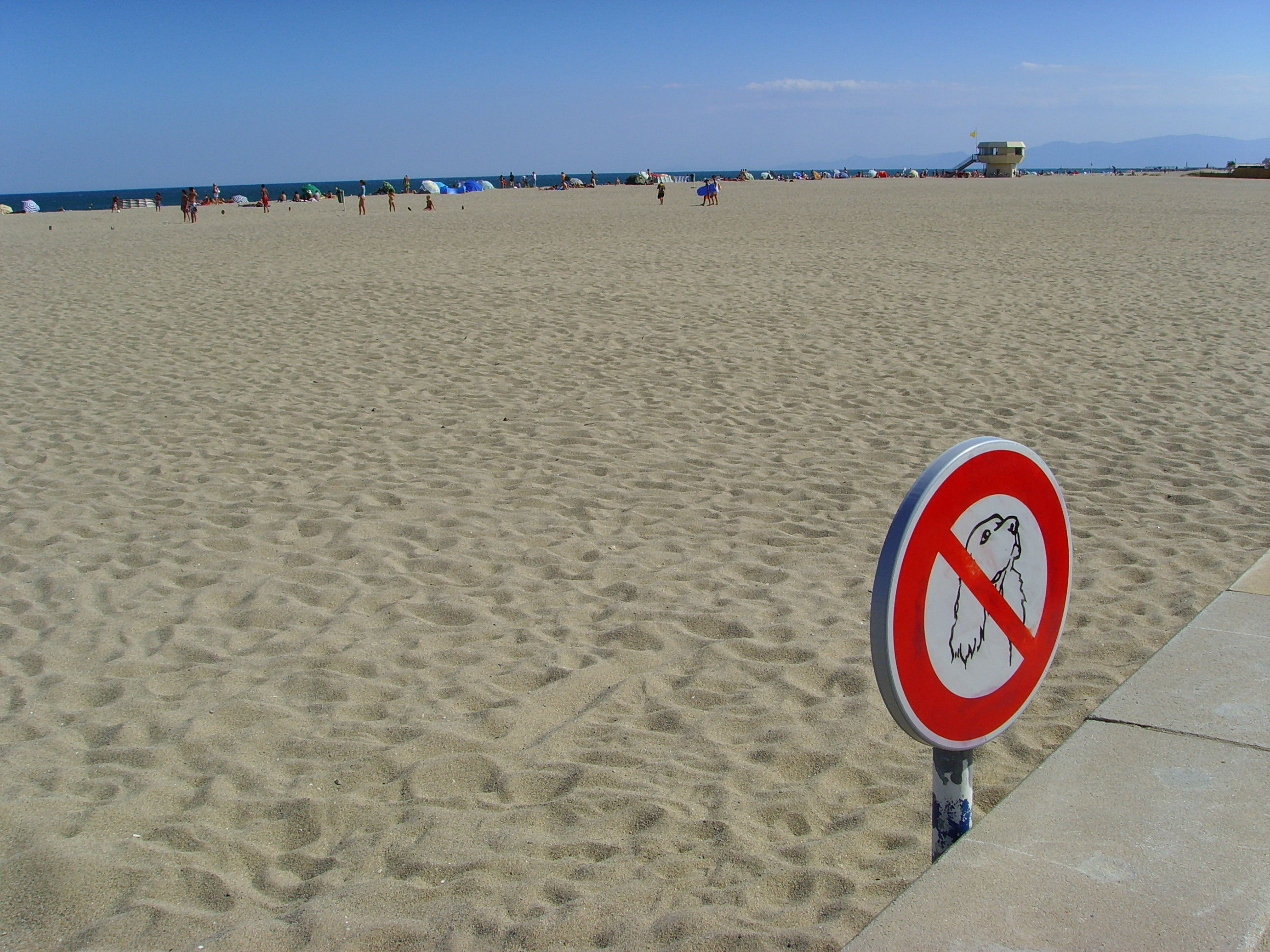
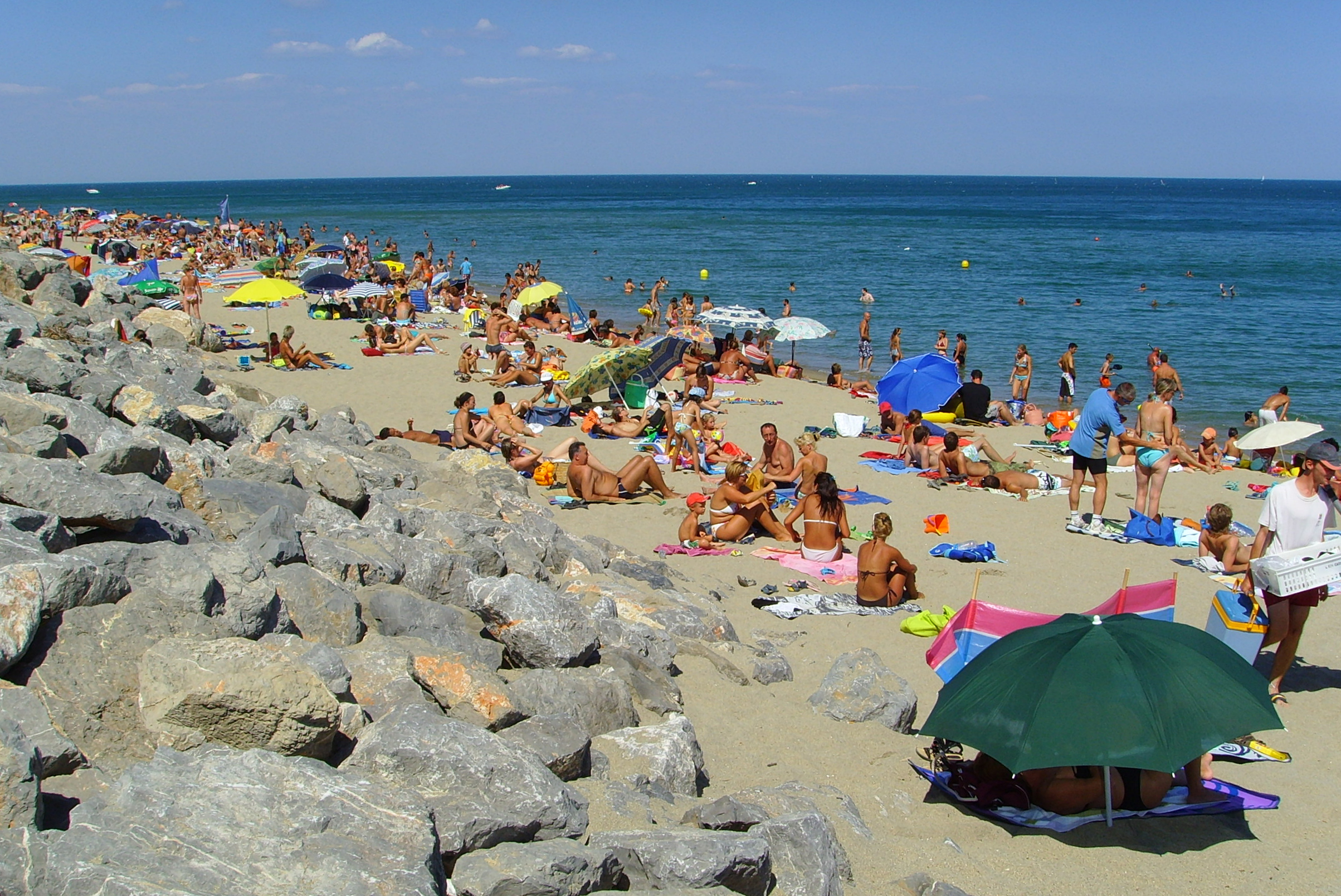

Du nord au sud
La Franqui
Cap Leucate
Leucate Village
Leucate Plage
Village Naturiste sur « l'île de la Corrège »

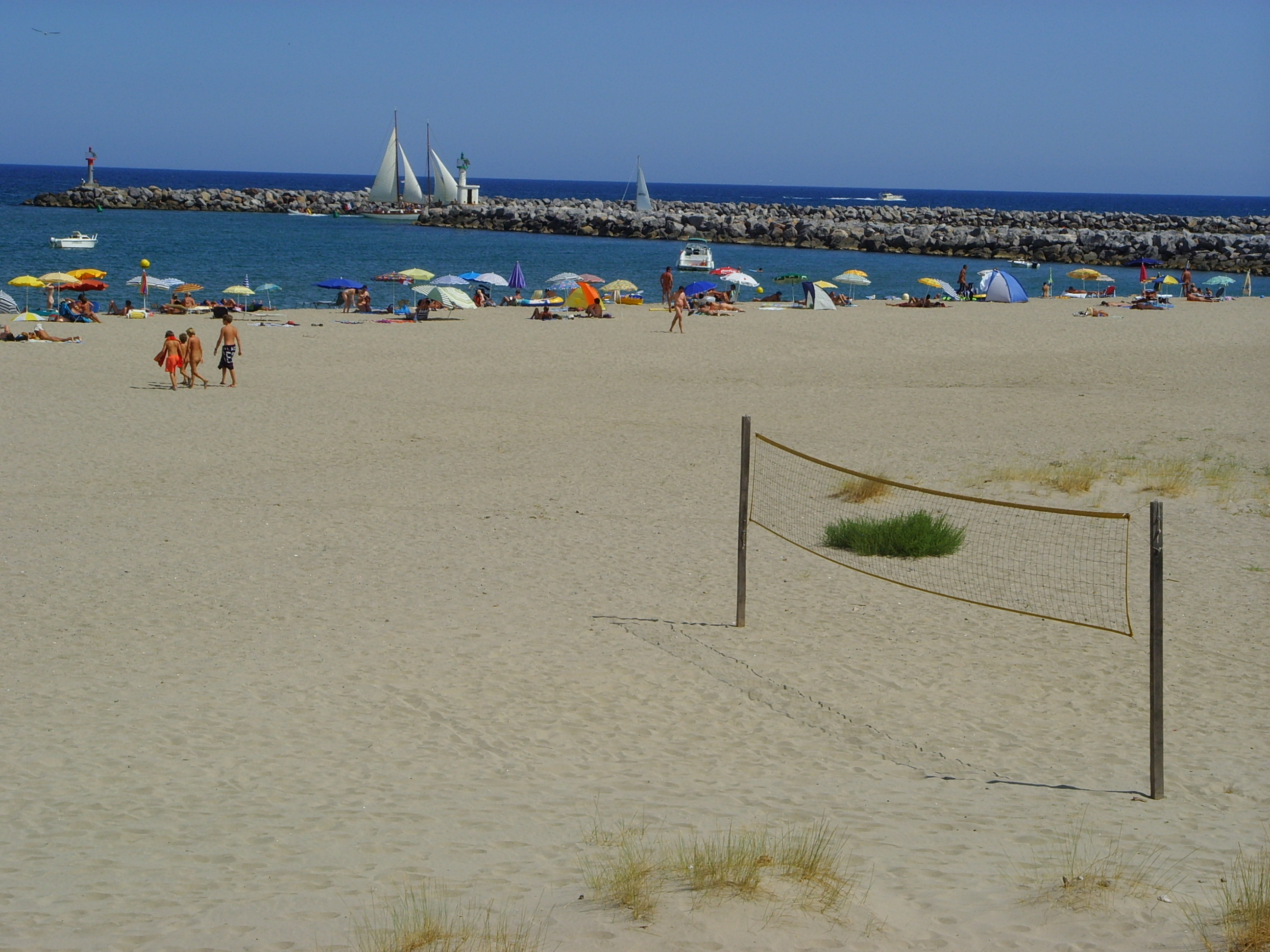
La plage naturiste près de l'entrée Nord de Port Leucate.
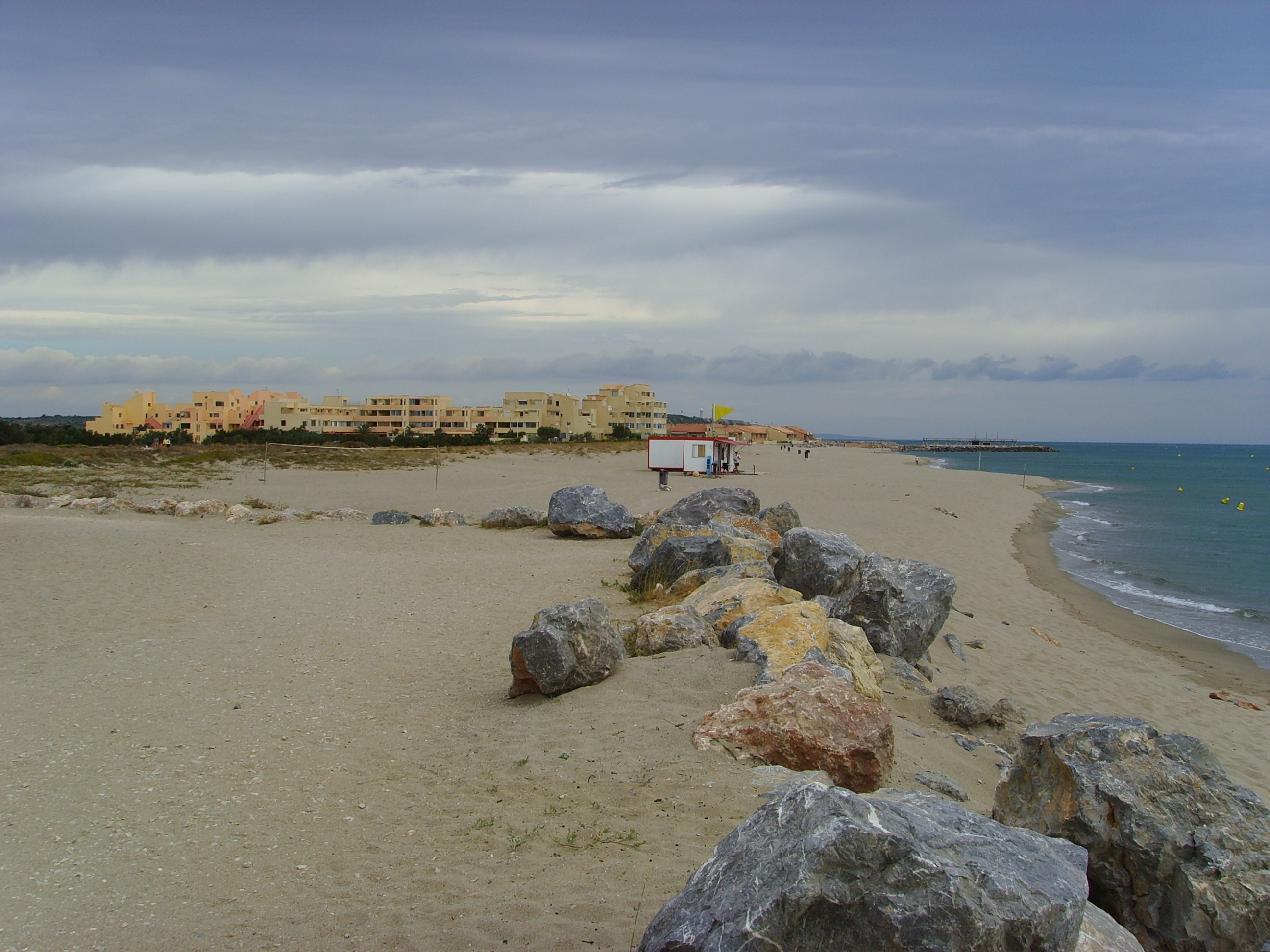
La plage naturiste vers Ulysse.
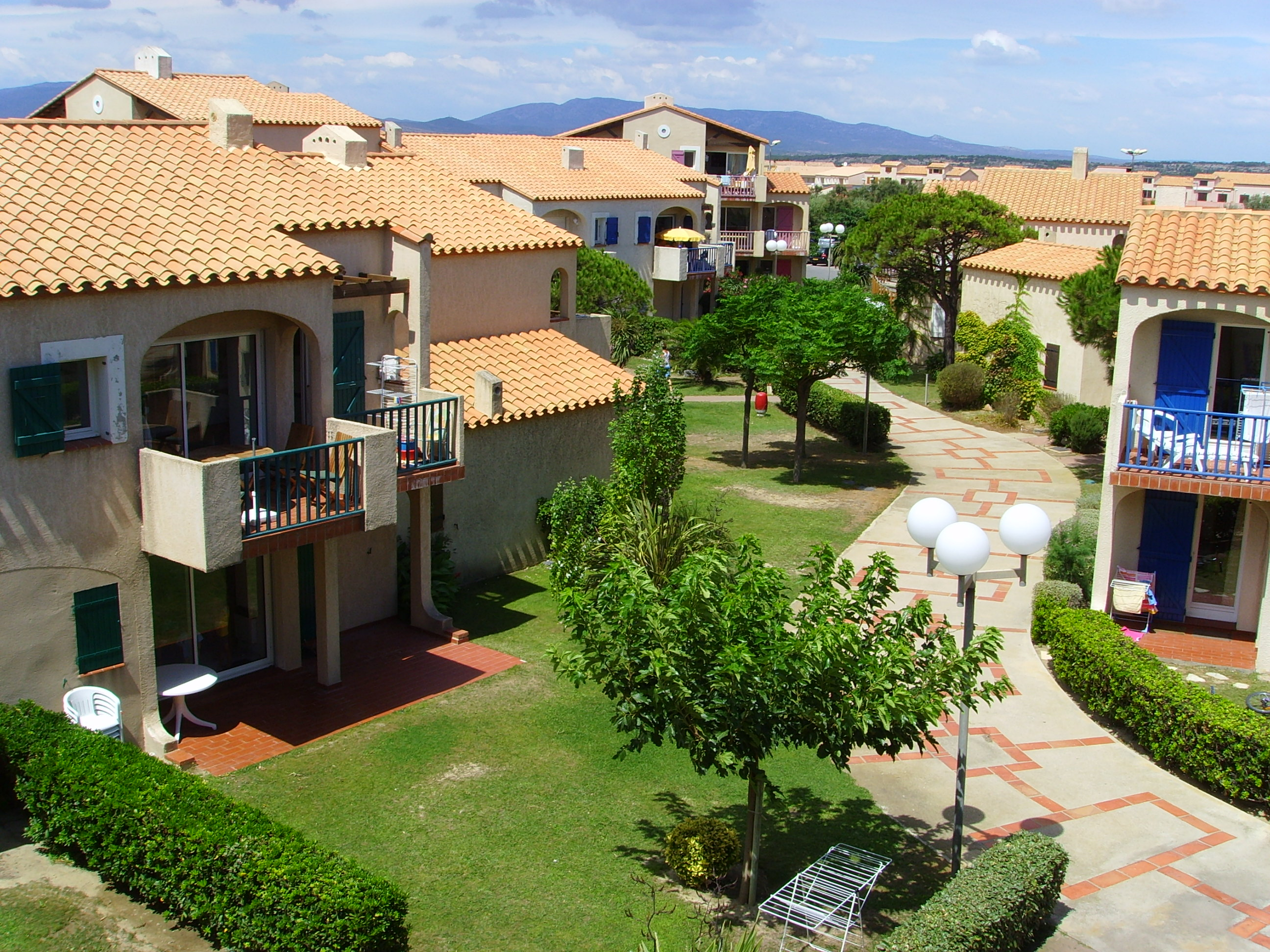
Un square dans Oasis Village.
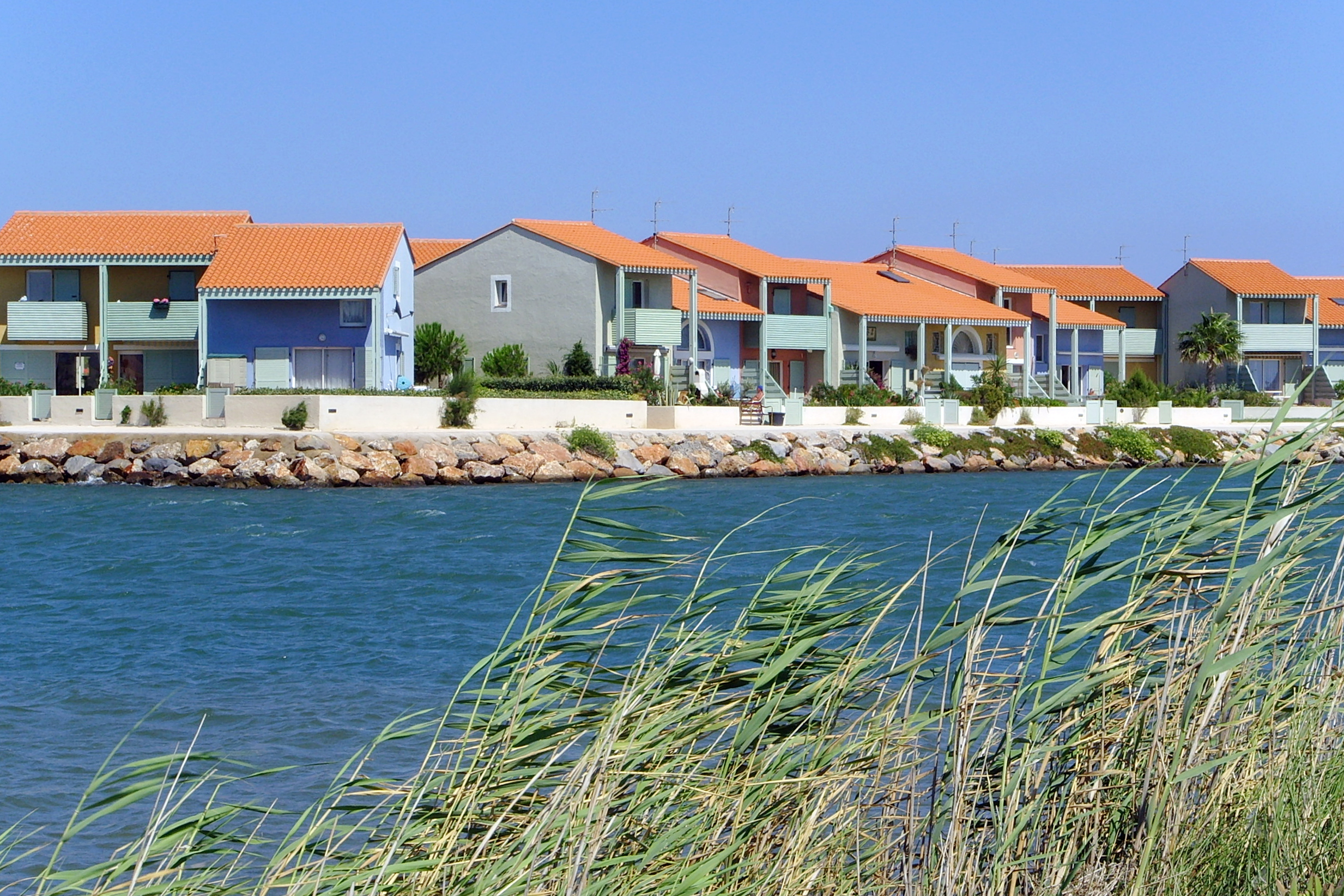
Les Maisons de la Jetée.

Port Leucate

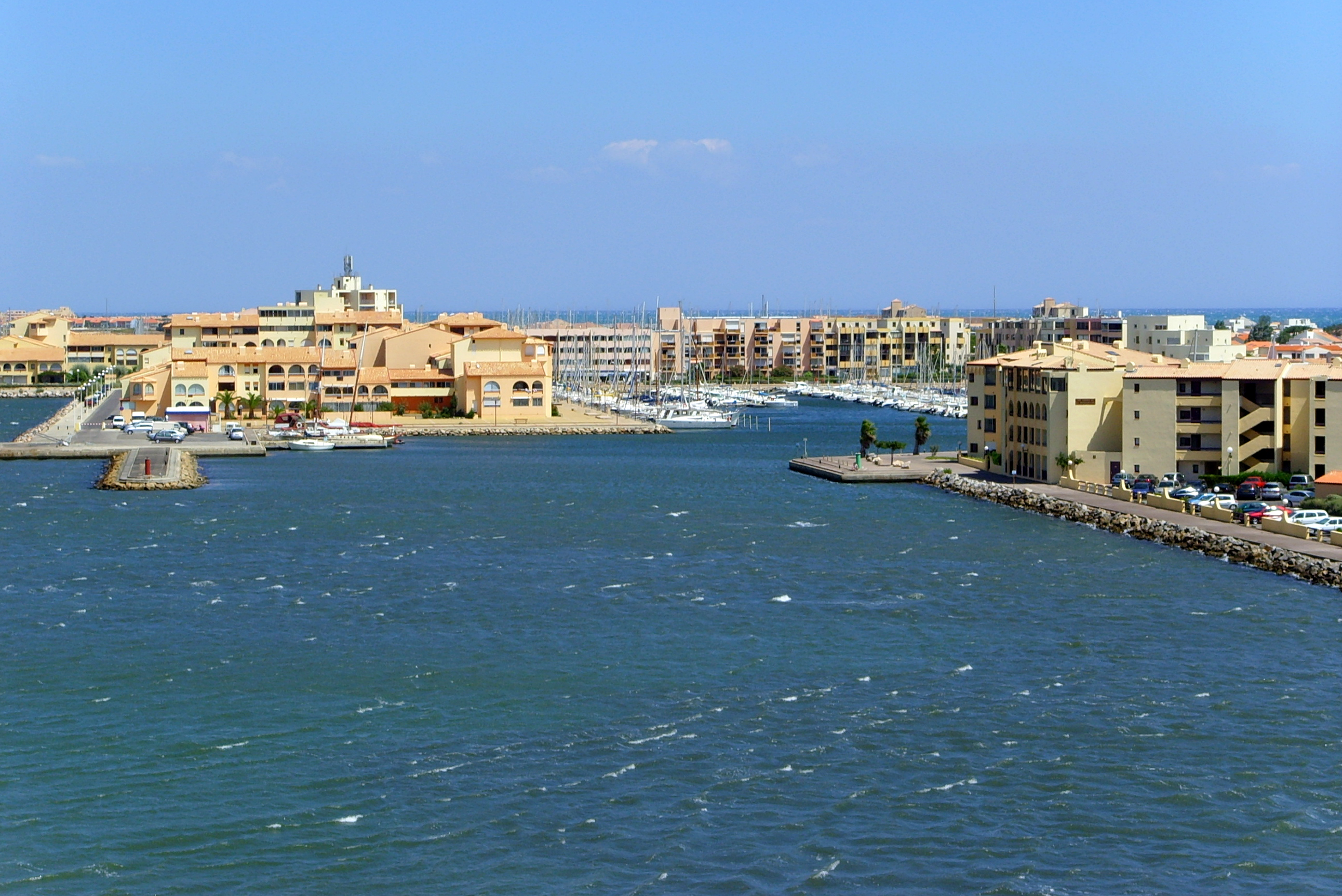
Beaucoup d'eau…
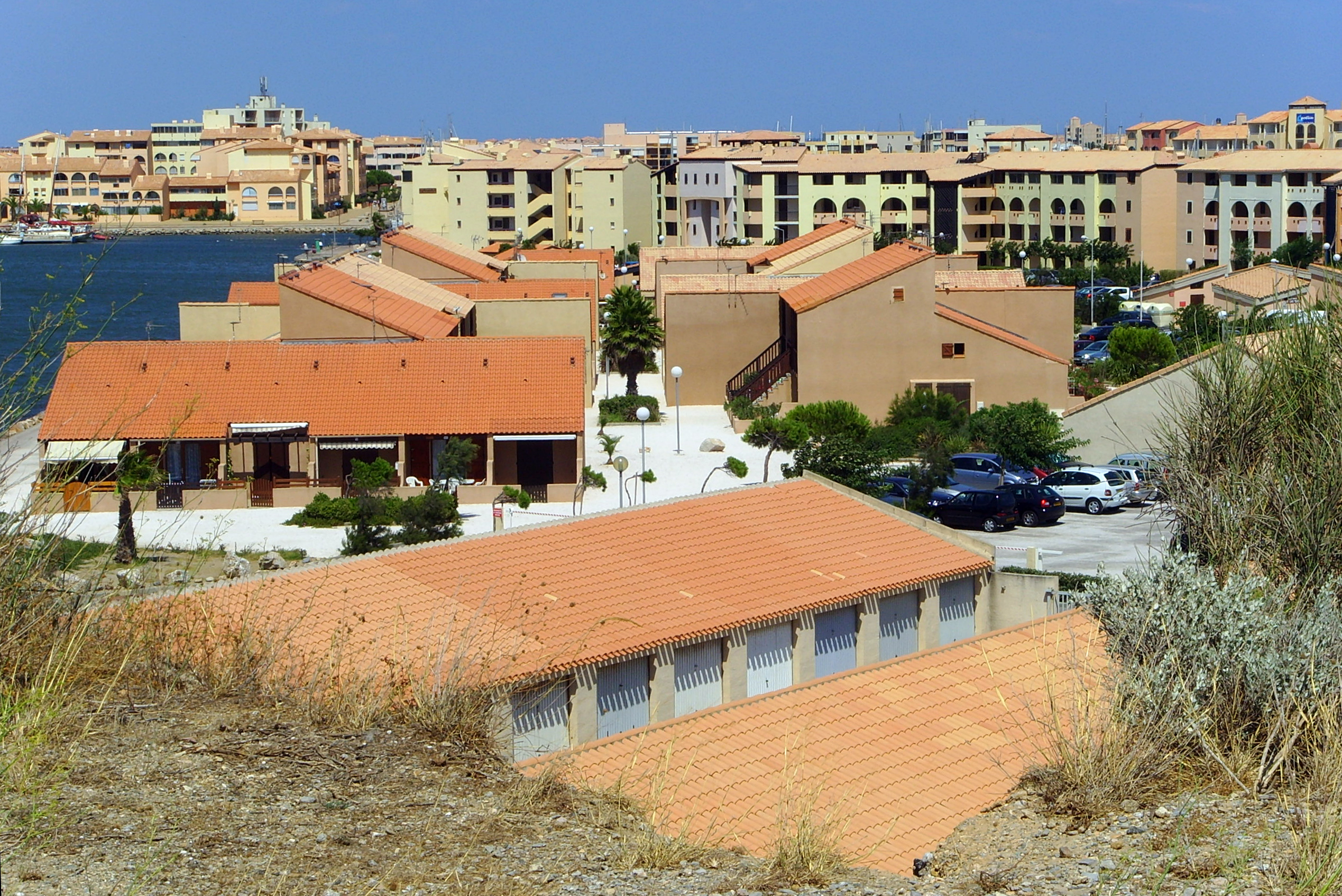
… mais aussi beaucoup d'appartements.
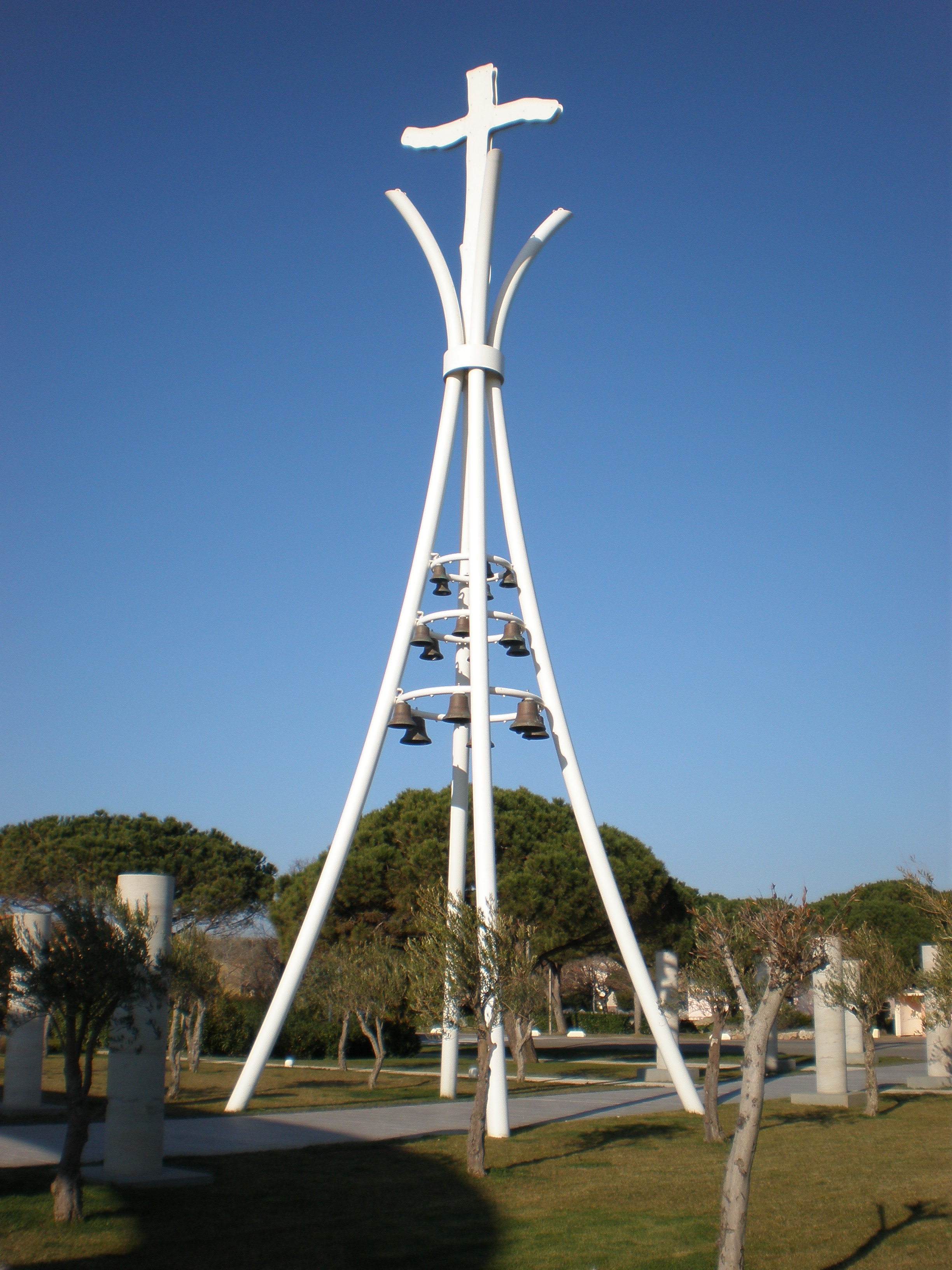
Le clocher de l'église Saint-Jacques, édifié en 2008 et équipé d'un carillon de 17 cloches.
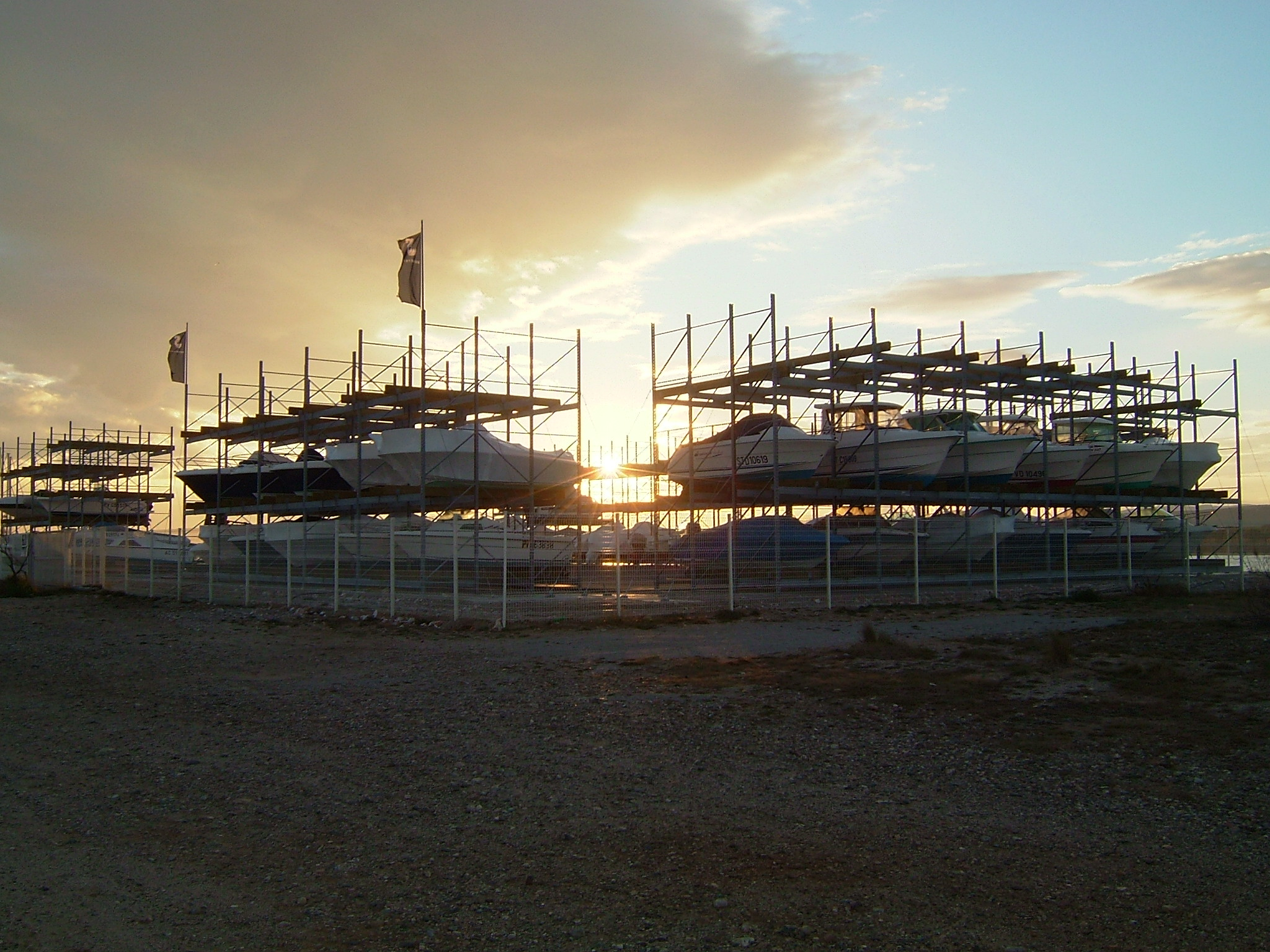
Le port à sec Port Adhoc…
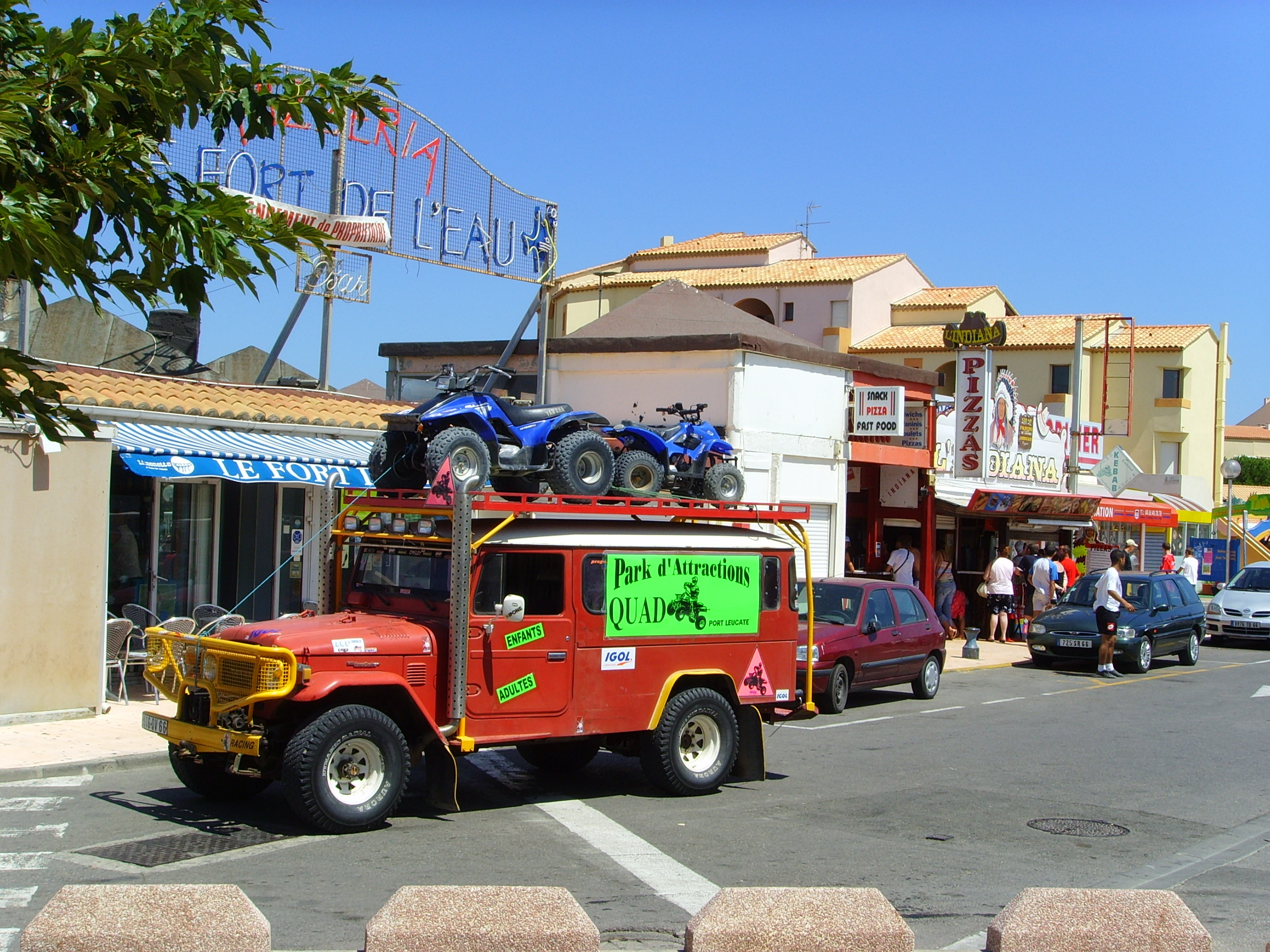
… et ses friteries.
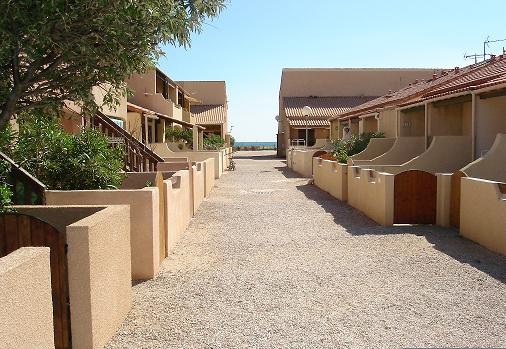
Une maison typique…
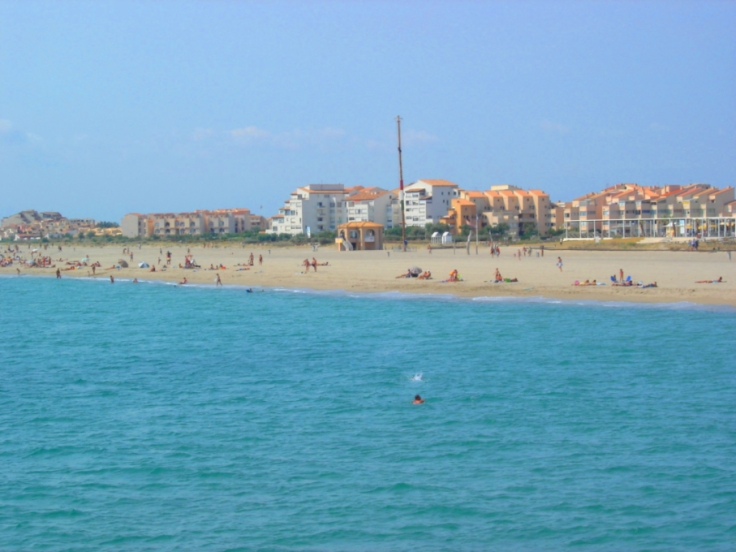
… et enfin, la plage.